# Средняя Азия

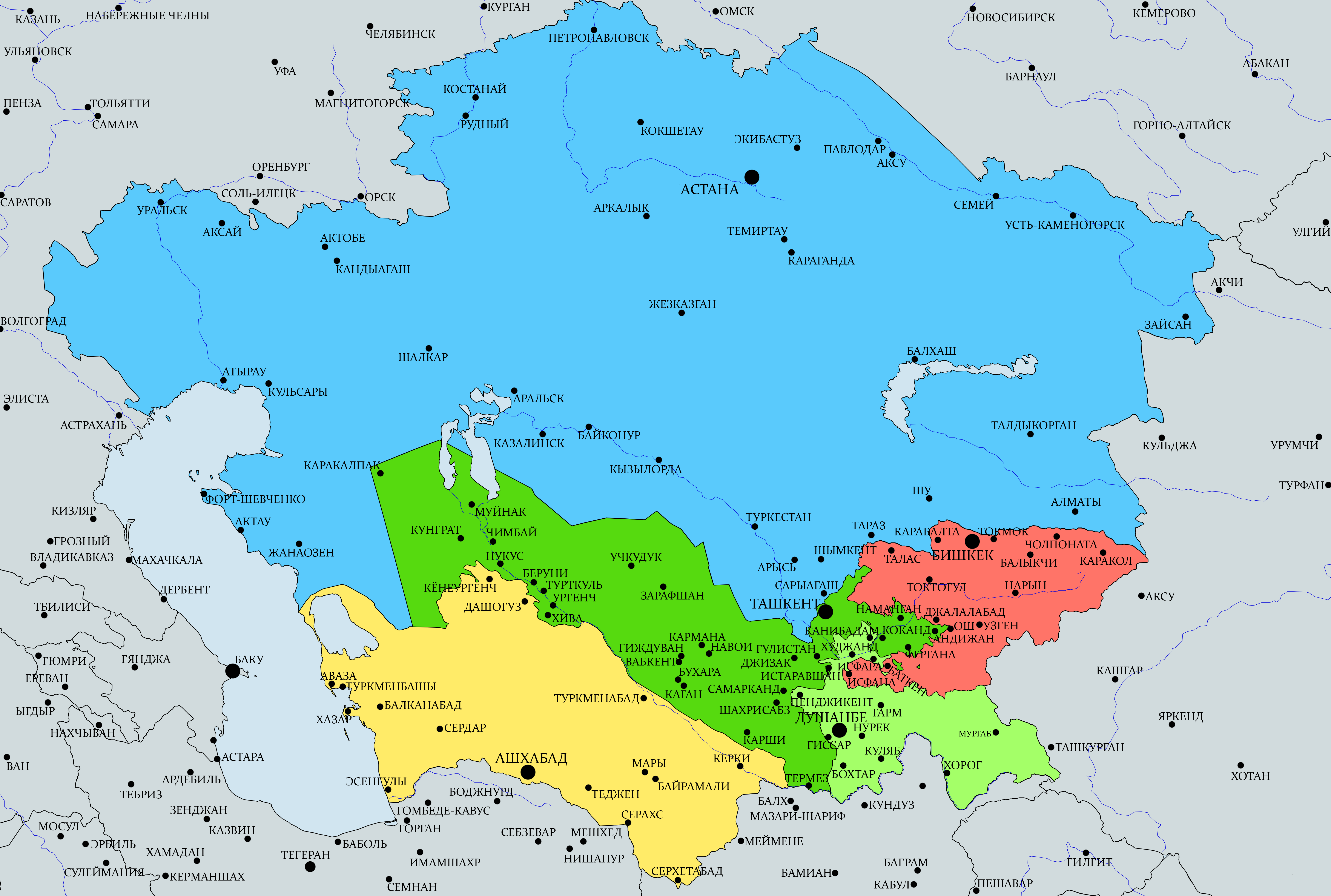
Четыре страны, традиционно включаемые в Среднюю Азию, — Туркменистан, Узбекистан, Таджикистан, Кыргызстан — и в разное время расположенный севернее Казахстан (только юг и юго-восток до озера Балхаш)

Сре́дняя А́зия — историко-географический регион в Евразии.
В разных источниках указано, что Средняя Азия (Центральная Азия) — географический термин, получивший более определённое значение лишь со времени написания одноимённого труда А. Гумбольдта и употребляемый для обозначения внутренних частей Азиатского материка. В отличие от более общего историко-географического региона — Центральной Азии, сегодня к Средней Азии относят Узбекистан, Кыргызстан, Туркменистан и Таджикистан. Однако в разное время термин Средняя Азия имел различное значение, так в советской географической науке к Средней Азии также частично относили юг и юго-восток до озера Балхаш современного Казахстана. В советской историографии термином «Средняя Азия» по сути называлась территория Западного Туркестана, находившегося в составе Советского Союза, в противоположность Восточному Туркестану находящемуся в составе Китая под названием Синьцзян-Уйгурский автономный район или Синьцзян.

## Эволюция термина
Гегель использовал термин Mittelasien[когда?] для обозначения области, населённой монголами.
В дореволюционный период в отношении южной части данного региона преимущественно использовался термин — Западный Туркестан, в пределах которого располагались Туркестанское генерал-губернаторство. Однако используется и словосочетание «Средняя Азия». В 1826 году, впервые этот термин (англ. Central Asia), использовал немецкий востоковед Юлиус Клапрот, так он обозначил весь регион между Чёрным и Охотским морями. В 1831 году К. И. Арсеньев описывая Азию относил к Средней Азии «Кавказию», Туркестан (включая земли киргиз-кайсайков, Джунгарию и Кашгарию), Монголию (включая Халху, Хуху-Нор, Джунгарию и Южную Монголию), Маньчжурию, Корею (в начале XXI века на этих территориях находятся Кавказские государства, Казахстан, Туркменистан, Узбекистан, Кыргызстан, Таджикистан, Монголия, два корейских государства, часть Китая, часть России). Это определение региона было значительно обширнее, и заметно отличалось от современных, традиционных обозначений границ.
В 1851 году термин «Средняя Азия» зафиксирован в книге История России с древнейших времён историка С. М. Соловьёва, под которым понимается степной географический регион к юго-востоку от Восточно-Европейской равнины и востоку от Каспийского моря.
С 1925 по 1936 год, в советский период национально-территориального размежевания данного исторического региона, в составе СССР были образованы следующие союзные республики (Киргизская ССР, Узбекская ССР, Таджикская ССР, Туркменская ССР), которые определили в единый Среднеазиатский экономический район, с этого времени стал чаще употребляться термин «республики Средней Азии», однако в советский период Казахская ССР не входила в этот экономический регион: вместо этого использовался термин «Казахстан и Средняя Азия». Советское определение этого региона можно характеризовалась как территория расположившаяся между Каспийским морем на западе и Памиром на востоке, между горами Копетдага и Гиндукуша на юге и низовьями Амударьи и Сырдарьи на севере. В физико-географическом и климатологическом отношении в её состав включали плато Устюрт, Туранская низменность и частично горы: Копетдаг, Памиро-Алай, Тянь-Шань, Джунгарский Алатау, Саур и Тарбагатай.

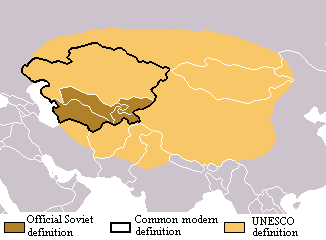
Обозначение Средней и Центральной Азии в различные периоды:
Средняя Азия в эпоху СССР
контуры современной Средней Азии
Центральная Азия по определению ЮНЕСКО

В постсоветский период вводится дополнительная терминология, понятие — Центральная Азия, которое все больше внедряется как в научную литературу, так и в повседневную практику.
В дореволюционной России и СССР вместо интернационального «центральная» использовалось русское слово «средняя» с тем же смыслом срединности местоположения. Российскими исследователями подмечено, что за пост-советской сменой названия стоит здоровое желание молодых независимых государств региона закрепить свой суверенитет и дистанцироваться, хотя бы терминологически, от территориальной гегемонии России  (понятие "Средняя" более географично, а "Центральная" может нести коннотации большей значимости — например, в судьбах мира).
Зачастую, особенно с начала XXI века, эти названия (Средняя Азия и Центральная Азия) существуют параллельно, что вносит большую путаницу в понимание конкретного содержания территории, ибо под Центральной Азией в отечественной науке всегда понималась территория Казахстана, Алтая, Монголии, Восточного Туркестана, Западного Китая и Тибета, то есть тот регион, который в европейской науке именуют «Inner Asia» в отличие от «Central Asia». В 1992 году президент Казахстана Нурсултан Назарбаев предложил вместо «Средняя Азия и Казахстан» использовать понятие «Центральная Азия», для всех пяти государств региона, однако с точки зрения географической науки Центральная Азия — это гораздо более обширный регион, включающий в себя, помимо Средней Азии и Казахстана, также Монголию, западную часть Китая и Южную Сибирь; такого же мнения придерживается и ЮНЕСКО.
В настоящее время под понятием Средней Азии подразумеваются 5 республик: Казахстан, Кыргызстан, Таджикистан, Туркменистан и Узбекистан.

## Природа
Природа Средней Азии определяется прежде всего засушливостью климата. Большая часть территории занята пустынями и полупустынями.
С точки зрения климатологии в Средней Азии можно выделить 2 пояса:
- Равнинный: равнины Туркменистана и Узбекистана и долины Таджикистана и Кыргызстана с тёплой мягкой субтропической зимой (снег выпадает редко и лежит обычно всего несколько дней), дождливой весной и очень жарким сухим летом (с июня по сентябрь осадков практически не выпадает). Максимум осадков в апреле-мае. Растительность: южные эфемероидные пустыни, в песках местами массивы белосаксауловых лесов.
- Горный: высокогорье Тянь-Шаня и Памиро-Алая в Таджикистане, Кыргызстане и Узбекистане.

В Средней Азии протекает около 12 тысяч рек. Свыше 10 тысяч рек протекает в горных районах. Только крупные реки пересекают пустынные территории. Главные реки в Средней Азии — Амударья и Сырдарья, впадающие в Аральское море. Реки распределены по территории Средней Азии неравномерно. На равнинах, занимающих почти 70 % её территории, мало водоёмов и рек. В горах и предгорьях густота речной сети довольно большая. Такое неравномерное распределение текучих вод обусловлено особенностями климата и строением рельефа. Истоки многих больших и малых рек Средней Азии расположены высоко в горах, они являются основным источником питания рек, озёр, водохранилищ и каналов. Таким образом, горы являются местом накопления водных ресурсов, равнины — местом, где вода расходуется, испаряется. Это является одной из важнейших гидрологических особенностей Средней Азии.
В Средней Азии озёр сравнительно мало. Среди них самые большие — Аральское озеро (море), Иссык-Куль, Балхаш, Каракуль. По образованию котловин они являются тектоническими озёрами. Большие и малые озёра расположены в долинах, дельтах и поймах рек. Есть озёра образованные за счёт сбрасывания вод, такие как Арнасай, Айдаркуль.

## Климат
На юго-западе климат жаркий, сухой, средняя температура (пустыня Каракумы) +36,8 °C, средняя максимальная +40…+44 °C, самая высокая +53,2 °C, средняя температура (пустыня Кызылкумы) +37 °C, средняя максимальная температура +40…+43 °C, самая высокая температура +54 °C (город Навои).
В большинстве случаев в городах Средней Азии и Центральной Азии температура достигает до 46 °C.
Средняя температура 28°-34 °C

## Население
Общая численность населения стран Средней Азии — около 58 млн человек (2022). Из них 34 миллионов человек проживает в Узбекистане, 10 млн в Таджикистане, 7 млн в Кыргызстане, около 7 млн в Туркменистане. Для сравнения в Южной Азии проживает 1,78 млрд человек, в Восточной Азии — 1,64 млрд человек, в Юго-Восточной Азии проживает 0,64 млрд человек, в Передней Азии проживает около 370 млн человек.
Основная часть населения Средней Азии — представители тюркоязычных народов, которые разговаривают на тюркских языках (киргизы, узбеки, туркмены, каракалпаки, казахи). Таджики и памирские народы являются представителями иранских народов. Таджикский язык очень близок к персидскому языку. Имеются также иммигрировавшие и депортированные в дореволюционный и советский периоды народы. Самые многочисленные из них в настоящее время: русские, уйгуры, дунгане, украинцы, татары, корейцы, турки, немцы, армяне, азербайджанцы и другие национальности.
Коренными жителями Средней Азии являются казахи, киргизы, узбеки, таджики, туркмены, каракалпаки, среднеазиатские арабы, среднеазиатские персы, памирские народы, бухарские евреи. Основная часть узбеков, таджиков и бухарских евреев вели оседлый образ жизни, в городах, где развивались ремёсла и торговля; сельские жители занимались орошаемым земледелием и садоводством, в том числе оазисного типа. Традиционно основная часть казахов, каракалпаков, туркмен и киргизов была связана с отгонным скотоводством, и поэтому вела кочевой или полукочевой образ жизни, однако в XX веке все эти народы перешли к оседлости.
Основная часть населения Средней Азии исповедует ислам. В основном распространён ислам ханафитского мазхаба суннитского направления. Последователями данного мазхаба являются казахи, узбеки, туркмены, киргизы, каракалпаки и основная часть таджиков. В меньшей степени распространены Шиизм. Шииты иснаашариты в основном среднеазиатские иранцы, часть таджиков и местные азербайджанцы, шииты исмаилиты — представители памирских народов. Второй по численности верующих религией является христианство. Из направлений христианства в основном распространено православие, которое является основной религией для проживающих здесь русских, украинцев и белорусов, грузин, осетин, греков. В меньшей степени распространены католицизм, протестантизм и различные евангелические течения и малые церкви. Имеется небольшое количество последователей буддизма, индуизма, зороастризма и бахаизма. Иудаизм распространён среди бухарских евреев и собственно евреев. Зороастризм в основном распространён среди памирских народов и незначительной части таджиков.
В домонгольский период на территории Средней Азии проживала 1/10 населения Земли, ныне чуть меньше 1 % от мирового населения. Из-за географического положения Средней Азии, расположенной большей частью в пустынной и полупустынной зонах (высокогорье занимает юго-восточную часть Средней Азии), население издавна приспособилось жить в долинах, ближе к источникам воды — на побережьях рек, в оазисах. Кочевые и полукочевые народы проживали также в степях.
Российские этнологи считают, что этнические идентичности в Средней Азии появились только «с приходом России» в Среднюю Азию, а до этого времени этнических групп в регионе не было.

## История
В древности в Средней Азии существовали довольно крупные государства. В VII—V вв. до н. э. в долине Зарафшана существовало государство Согдиана, в среднем течении Амударьи — Бактрия, в нижнем её течении — Хорезм, в долине Мургаба — Маргиана. Северная часть Средней Азии входила в состав Скифии, а южная часть находилась в сфере влияния Ирана.
Первые сведения о Средней Азии встречаются в трудах Геродота, Страбона, Арриана, Птолемея и других.

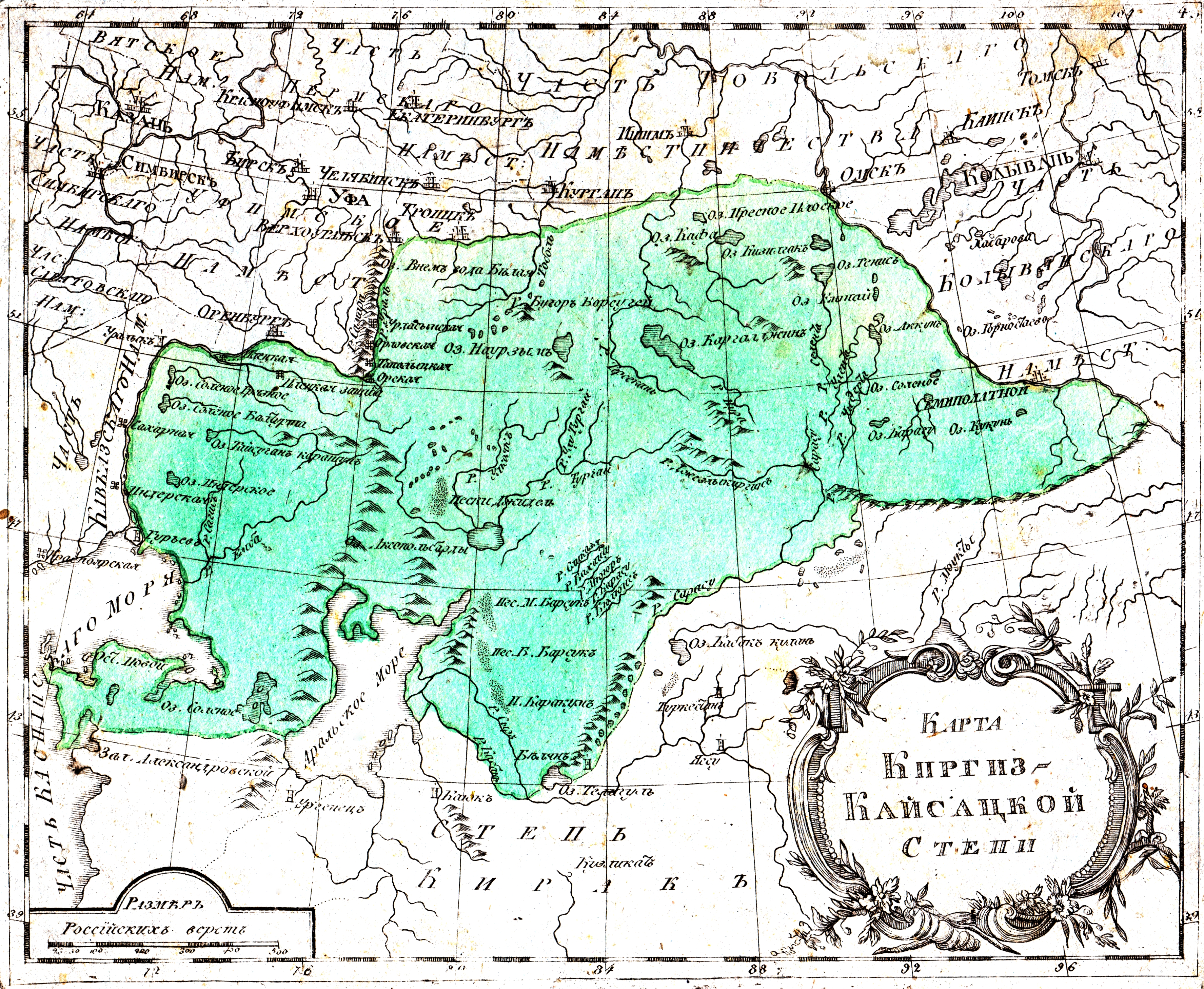
Карта 1793 года

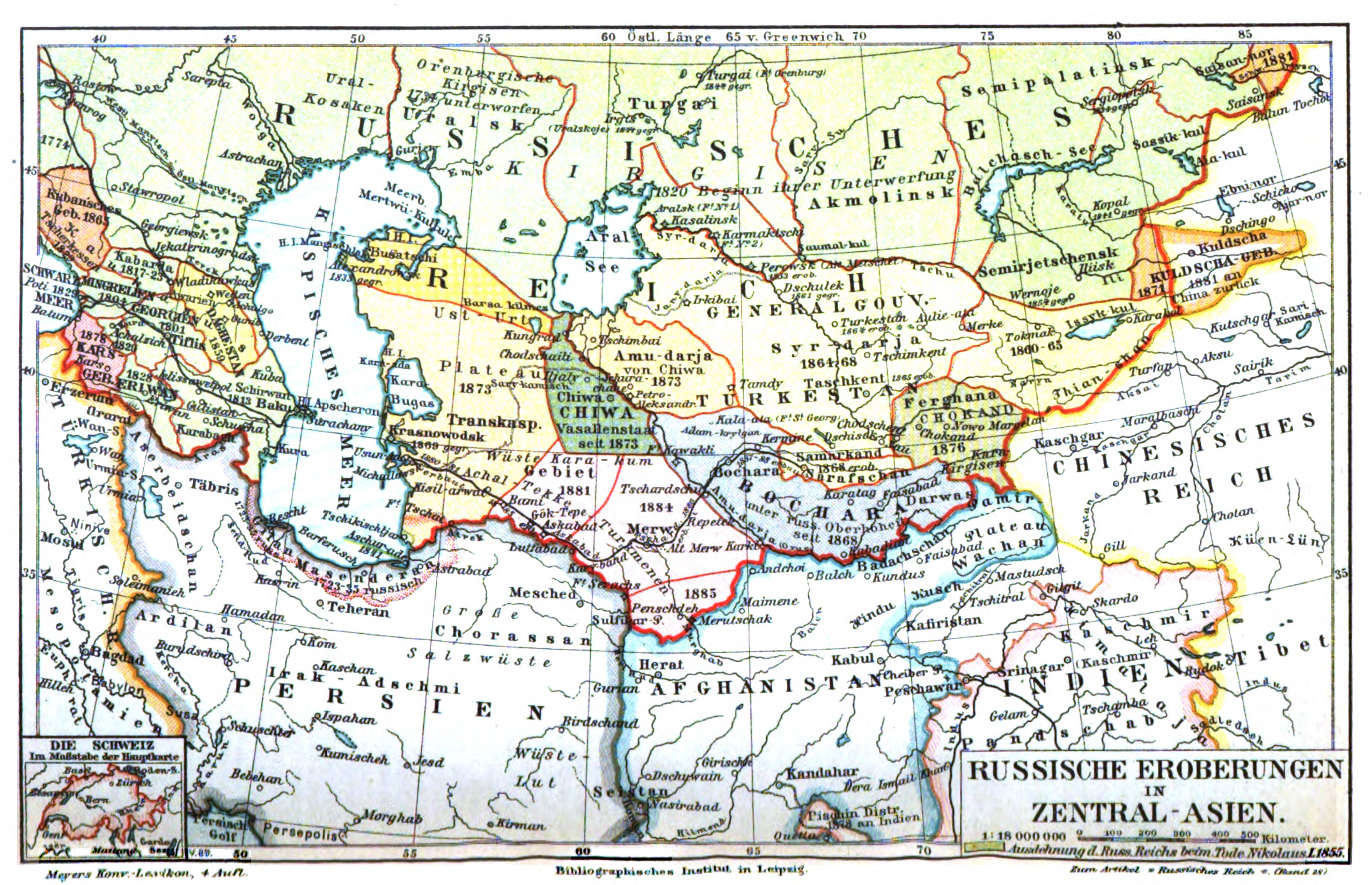
Карта 1885 года

В эпоху Средневековья в Средней Азии расселились тюркские племена и распространился ислам. После распада Арабского халифата контроль за регионом перешёл к Саманидам. В XI веке сформировалось мощное Государство Хорезмшахов. В XIII веке Средняя Азия стала частью Монгольской империи (Чагатайский улус).
Как указывает американский историк Стивен Старр, на территории современных Туркменистана, Таджикистана, Узбекистана, Кыргызстана, Казахстана, а также частично Афганистана, Пакистана и Китая, называемых ныне Центральной Азией, в Средние века, то есть за много веков до европейской эпохи Просвещения, находился один из очагов Просвещения. В XIV веке в Средней Азии сложилось могущественное государство Тимуридов со столицей в Самарканде, однако в XVI веке ему на смену пришло Бухарское ханство.
В XIX веке Средняя Азия вошла в состав Российской империи (как Туркестанская область, Закаспийская область и частично Семиреченская область), при этом существовавшее до этого Кокандское ханство было упразднено и непосредственно вошло в состав России, а Бухарский эмират и Хивинское ханство стали её вассалами.
В 1924 году были упразднены Хорезмская и Бухарская народные советские республики и на территории Средней Азии были образованы союзные республики — Узбекская ССР (включала в себя Таджикскую АССР) и Туркменская ССР. В 1925 году в составе Российской СФСР были образованы Кара-Киргизская автономная область и Кара-Калпакская автономная область. В 1926 году Кыргызстан был преобразован в Киргизскую АССР. В 1929 году Таджикистан был выделен из состава Узбекской ССР и была образована Таджикская ССР. В 1932 году Каракалпакия была преобразована в Каракалпакскую АССР. В 1936 году Каракалпакстан из состава Российской СФСР включили в состав Узбекской ССР, Кыргызстан и Казахстан были выделены из состава РСФСР и преобразованы в Киргизскую ССР и Казахскую ССР.
С 1991 года, после получения независимости государствами Средней Азии, власть по инерции сохранили представители советской элиты, которые продолжили политику индигенизации. В Кыргызстане произошли три революции (2005, 2010 и 2020 гг.). Гражданская война имела место в Таджикистане, однако власти сумели договориться с оппозицией, а в Республике Каракалпакстан (Узбекистан) прошёл митинг против изменения Конституции Республики Узбекистан. Двумя главными вызовами в регионе стали наркотрафик и рост исламского радикализма (Исламское движение Узбекистана). После обретения независимости все нынешние географические исследования были направлены на изучение вопросов рационального использования природных богатств и охраны природы.

## Культура и искусство
В VI—II тысячелетия до н. э. Средняя Азия разделялась на две большие культурно-исторические области. Они различались по хозяйственному укладу, по культурным традициям, историческим связям, а возможно, и в этническом отношении. Это сказывалось и на развитии искусства племён и народов, населявших в ту пору территорию Средней Азии. Лишь во II тысячелетии до н. э. картина неравномерного развития отдельных районов Средней Азии начала постепенно сглаживаться: охотники и рыболовы Севера, не без влияния своих южных соседей, переходили к скотоводству и земледелию, а каменные орудия и оружие сменились металлическими.
В истории искусства эти особенности исторического развития Средней Азии отразились самым прямым и непосредственным образом. В течение долгого времени именно земледельческие оазисы юга были центрами, где творческая энергия древних племён проявлялась особенно ярко и плодотворно.

### Археологические культуры эпохи неолита — раннего железа
В эпоху неолита в Средней Азии складываются три обширные археологические культуры: джейтунская, гиссарская и кельтеминарская.

#### Джейтунская культура
Джейтунская культура занимала предгорную полосу Копетдага на юге Туркменистана. Это древнейшая оседло-земледельческая культура эпохи неолита в Средней Азии, датируется в пределах IV—V тысячи лет до н. э., возможно, возможно начало IV тысячелетия.
Джейтунская культура характеризует важнейший период в истории человечества — переход от присваивающей к производящей экономике. Основным занятием населения в джейтунской культуре было земледелие на базе примитивного, так называемого лиманного орошения. Определённую роль в хозяйстве джейтунцев играли охота и собирательство. Население обитало в небольших стационарных посёлках, состоящих из однокомнатных домов, являвшихся местожительством парной семьи.
Основными памятниками джейтунской культуры являются поселения Джейтун, Чагалыдепе, Чоплыдепе, Пессекджикдепе и другие.

#### Гиссарская культура
Гиссарская культура земледельцев и скотоводов захватывала юг Узбекистана и Южный Таджикистан.

#### Кельтеминарская культура
Кельтеминарская культура — археологическая культура неолитических племён, обитавших во второй половине IV—III тысячелетий до н. э. в низовьях Амударьи: вдоль Акчадарьинской дельты и в прилегающих районах внутренних Кызылкумов.
Основное занятие кельтеминарских племён — охота и рыболовство. Стоянки располагались внутри дельты и вдоль её берега. Население жило в огромных наземных жилищах из дерева и камыша, с коническим перекрытием. В истории кельтеминарской культуры выделяются два этапа: ранний (вторая половина IV — первая половина III тысячелетий до н. э.) и поздний (первая половина III — рубеж III—II тысячелетий до н. э.). Наиболее важные памятники — стоянки Джанбас 4 и Кават 7 (Турткульский район, Каракалпакстан, Узбекистан)

### Археологические культуры эпохи бронзы

#### Тазабагъябская культура
Тазабагъябская культура племён эпохи поздней бронзы (вторая половина II — начало I тысячелетия до н. э.). Наиболее важные памятники — поселения Анка 5, Кават 3, могильник Кокча 3 (Турткульский район, Каракалпакстан, Узбекистан).

#### Суюрганская культура
Южная Акчадарьинская дельта низовьев Амударьи во II — начала I тысячелетия до н. э. была занята суюрганской культурой племён эпохи бронзы. В развитии суюрганской культуры выделяются два этапа: ранний (камышинский) и поздний (каундинский). Наиболее важные памятники — стоянки Камышлы, Джанбас 6, Каунды 1 (Турткульский район, Каракалпакстан, Узбекистан).

#### Амирабадская культура
Суюрганную культуру в Хорезме заменяет амирабадская культура эпохи бронзы — начала I тысячелетия до н. э. Наиболее важный памятник — поселение Якке-парсан 2 (Турткульский район, Каракалпакстан, Узбекистан).

#### Чустская культура
В Ферганской долине была распространена чусткая культура племён эпохи поздней бронзы конца II — начала I тысячелетия до н. э. Наиболее важные памятники — поселения Чуст и Далварзин (Наманганская область, Узбекистан).

#### Бургулюкская культура
В Ташкентском оазисе, в долине рек Ахангаран и Чирчик обитали племена бургулюкской культуры эпохи поздней бронзы, датирующейся первой половиной тысячелетия до н. э. Наиболее важные памятники — поселение Бургулюк 1 в долине реки Ахангаран (Аккурганский район, Ташкентская область, Узбекистан), Шаштепа (Ташкент, Узбекистан).

### Между кушанами и арабами
Переход к феодальному строю в Средней Азии сопровождался серьёзными политическими переменами. В 563—567 годах под напором тюркских племён и сасанидского Ирана рушится государство эфталитов, утвердившихся в V веке. Ему на смену пришёл Тюркский каганат — «самая обширная из существовавших до сих пор кочевых империй». Эта империя раскинулась от Чёрного моря до Тихого океана. Однако, выплачивая дань Каганату, многие земли Средней Азии — Согд и Уструшана, Чач и Фергана, Чаганиан и особенно Хорезм — сохраняли, по существу, автономию. Области Южного Туркменистана входили в состав государства Сасанидов.
Установившееся политическое равновесие способствовало росту экономики. В VI веке расцветают ремёсла и торговля, с Запада на Восток идут караваны. Заметную роль в культурной жизни того времени играл Согд. Согдийские колонисты, а вместе с ними согдийская письменность и культура, проникли через Семиречье в Восточный Туркестан до озера Лобнор.

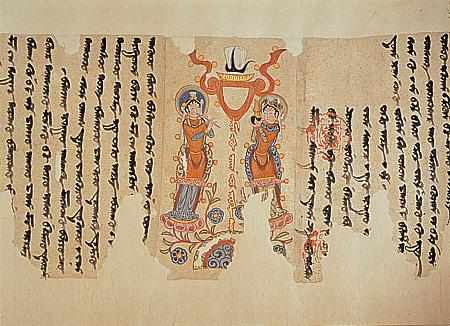
Согдийский текст — манихейское письмо
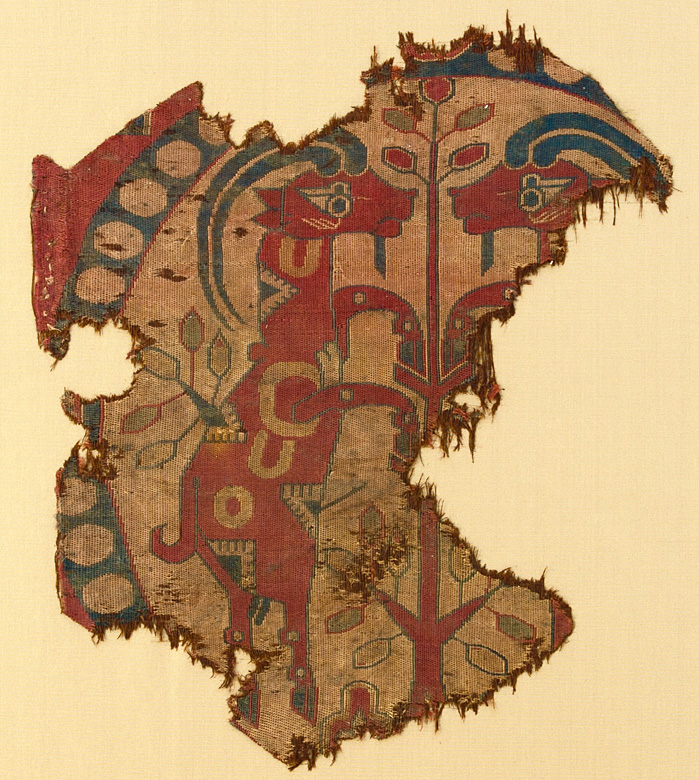
Фрагмент согдийской шёлковой парчи, около 700 год
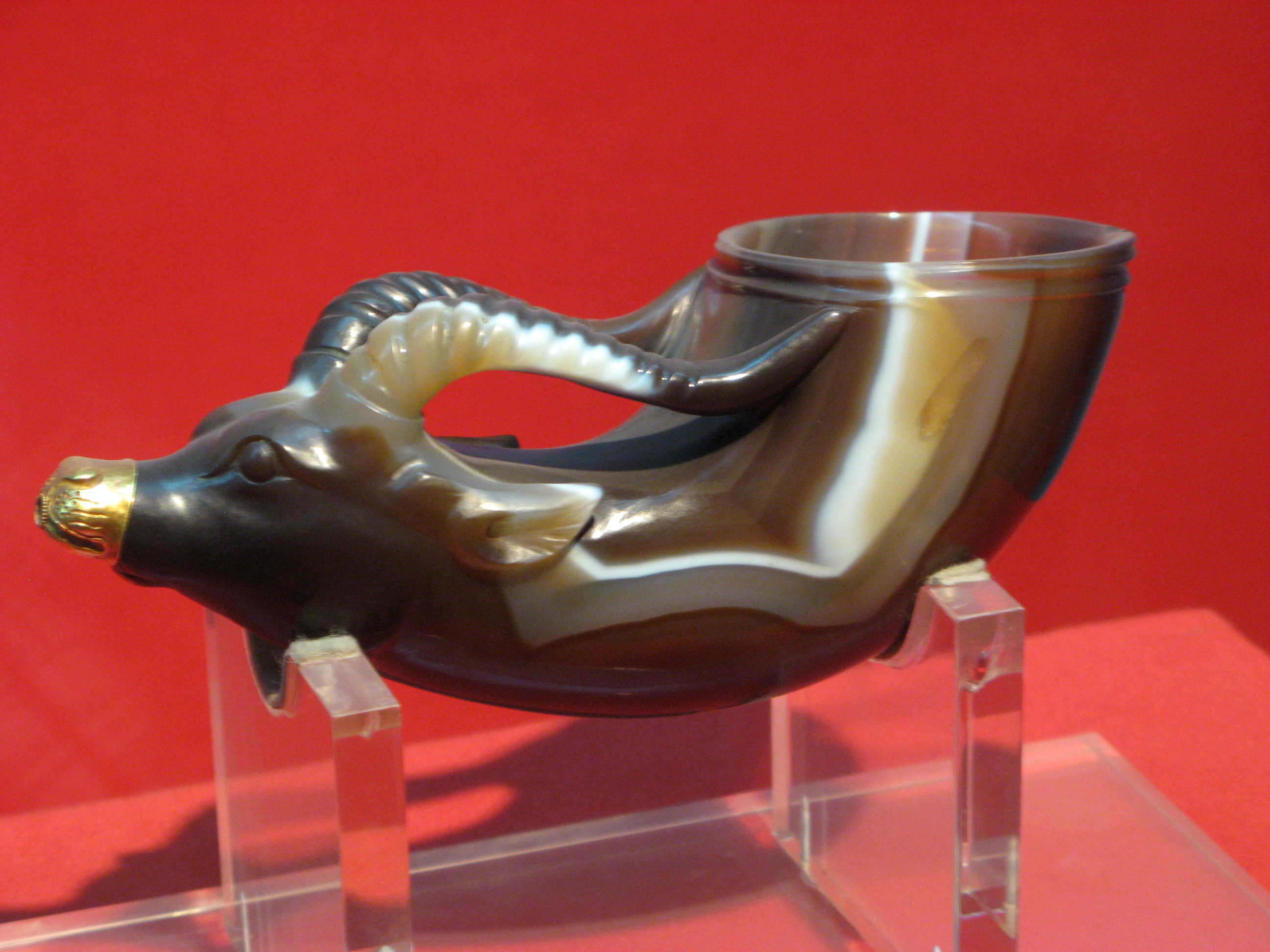
Согдийский рог, VI-VII вв.
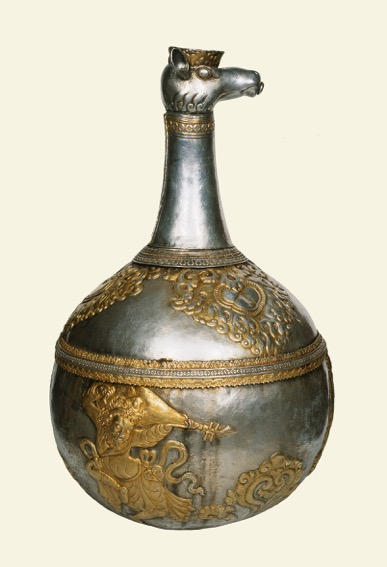
Винный кувшин из Согда, VII-VIII вв.
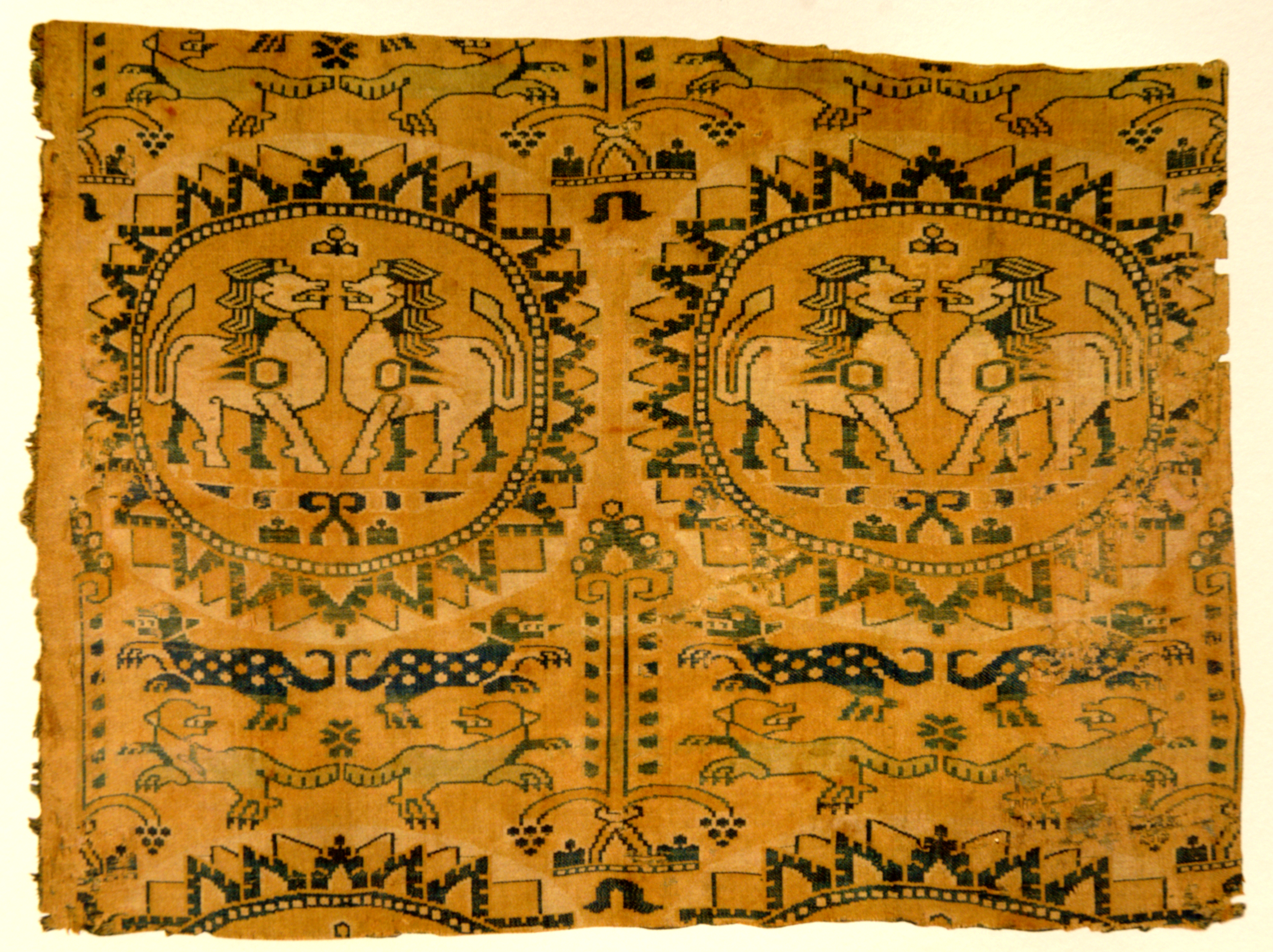
Лейтмотив льва на согдийском полихромном шёлке, VIII век

Средоточием ремесла и торговли становится город — шахристан, развитие которого пошло по феодальному руслу. На этой новой социальной основе возрождаются многие города рабовладельческого времени и возникают новые. Они строятся у стен феодальных замков, на границе со степью или у перекрестья торговых путей. Транзитный караванный путь лежал через Тараз, Самарканд, Бухару, Мерв, и эти узловые города неслыханно богатели. Пайкенд прослыл городом купцов. Но культуре Средней Азии готовился удар. Уже в 651 году арабские войска овладели Мервом и с тех пор не раз проникали за Амударью. С 705 года началась усиленное продвижение войск в глубь страны, которому раздроблённые среднеазиатские владения не могли противопоставить единого фронта. В 709 году арабы заняли Бухару, в 712 — Самарканд, а с 20-х годов VIII века установили господство в долине Кашкадарья, на нижнем и среднем течении Зеравшана, в Хорезме. Походы войск Халифата сопровождалось уничтожением произведений письменности, искусства, архитектуры. Города, накопившие массу ценностей, подвергались разграблению. Переплавлялись в слитки драгоценные сосуды и храмовые идолы из золото и серебра. Официальным языком документов и литературы становится арабский. Государственной религией постепенно утверждается ислам. Сопротивление чужеземной культуре было сильно в некоторых слоях населения. Показательно в этом смысле трудное и медленное закрепление ислама. Упорно придерживались прежней веры местные купцы, отказ которых пойти на пятничный намаз вызвал разгром их замков мусульманами. Даже знать, внешне приняв ислам, втайне исповедовала местные культы.
VIII век в истории Средней Азии стал эпохой потрясений, политической и социальной ломки, становления новой идеологии. Этот период имеет особое значение для развития средневекового искусства.

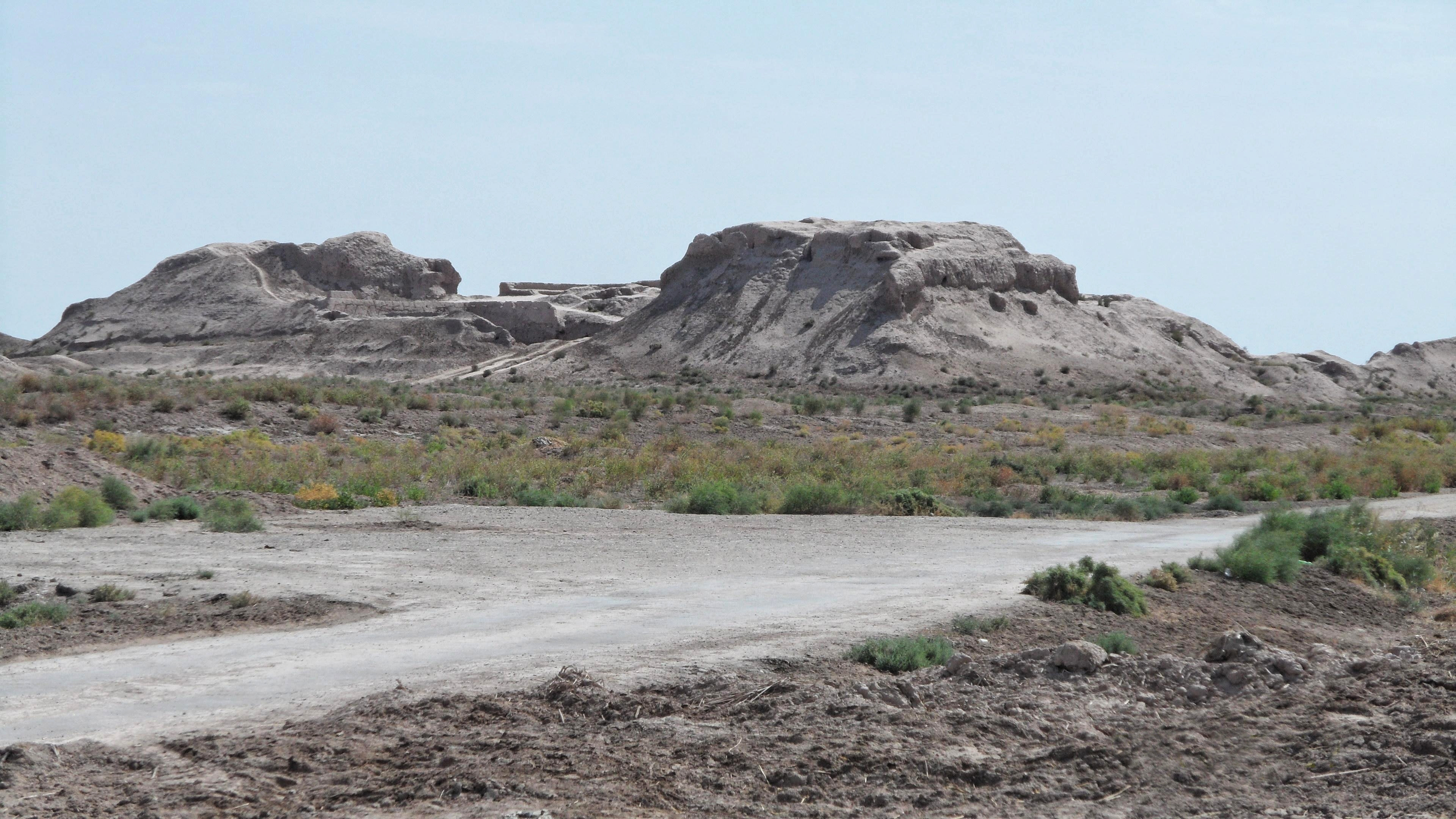
Топрак-кала, Хорезм
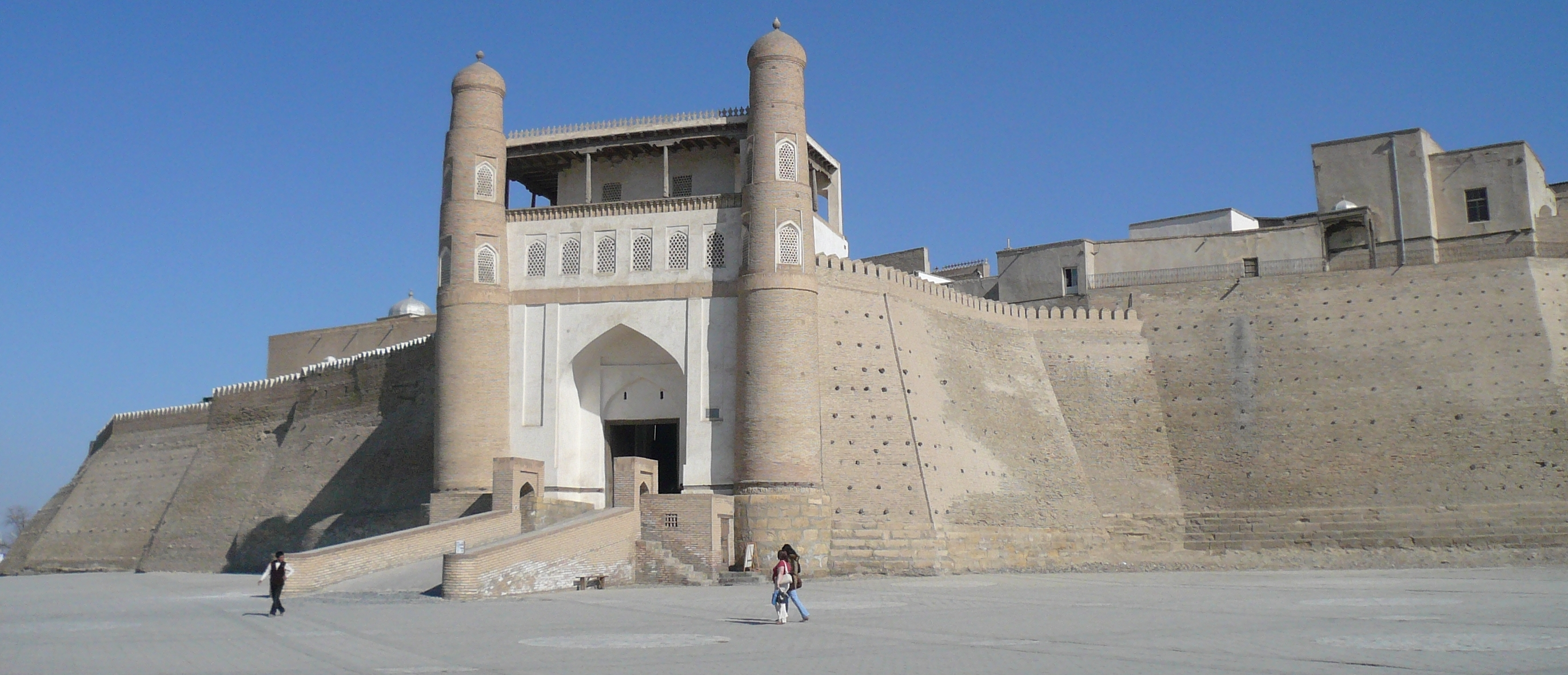
Арк Бухары
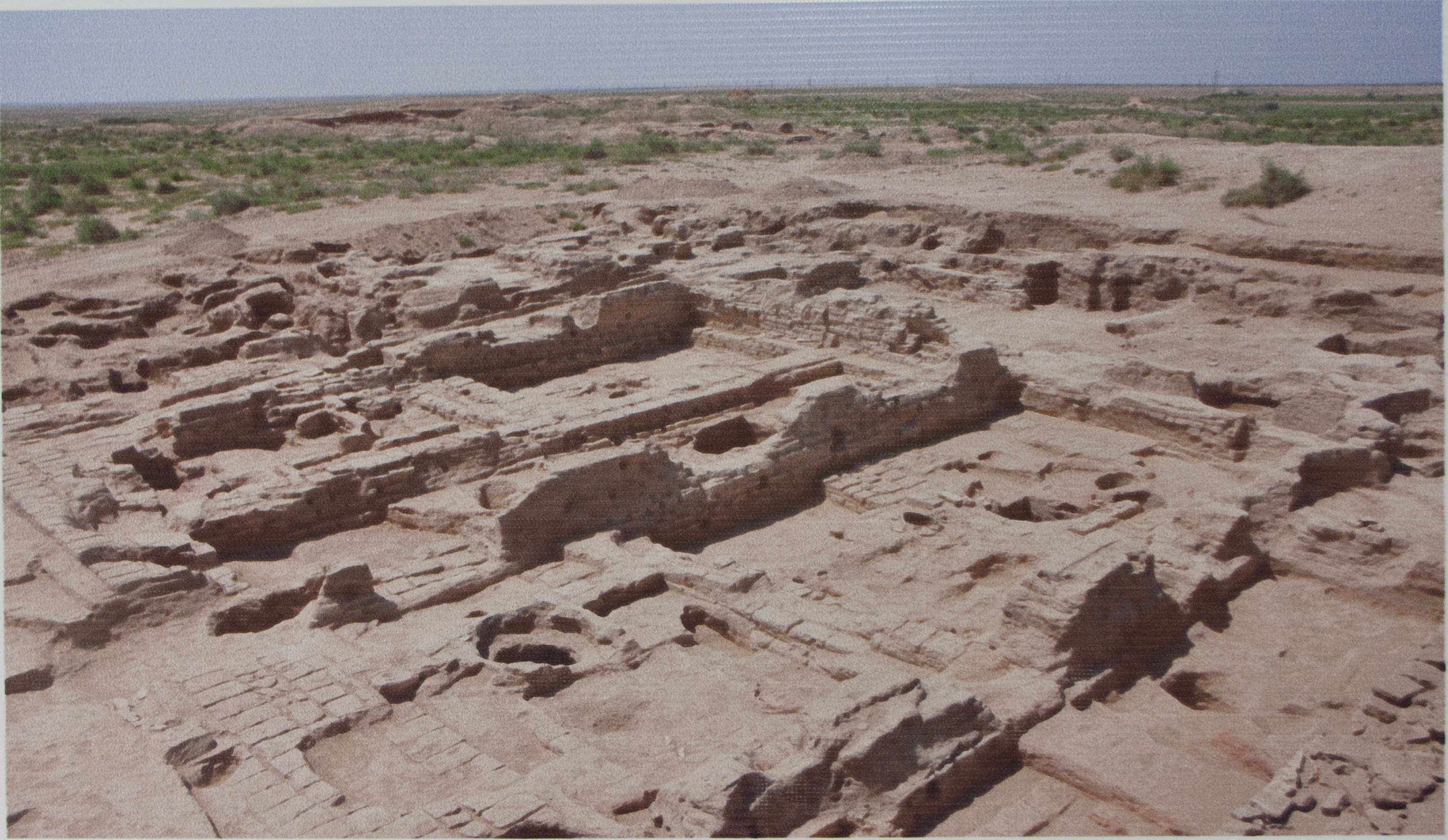
Шахристан Пайкенда
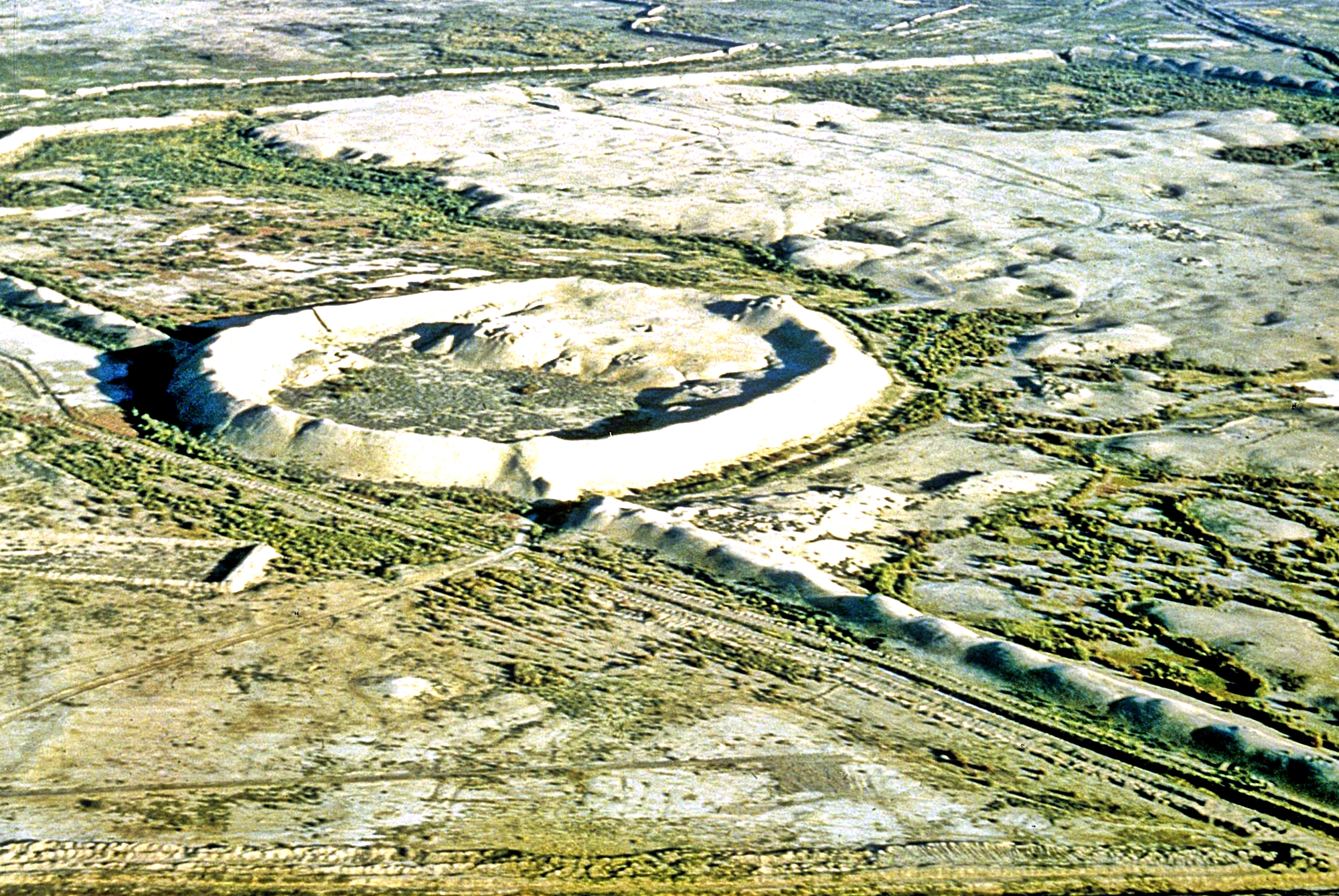
Древний Мерв

Данные о строительстве, особенно городском, VI века ещё скудны. Достаточно чётко представляется лишь облик сельских усадеб среднеазиатского Междуречья. Основные части города назывались: «шахристан», или «медина» — собственно город и «диз» — цитадель. У стен шахристана в процессе развития города вырастал торгово-ремесленный пригород — «рабад». (в VIII веке процесс этот только начинался). Взаимосвязь частей от конкретных условий, менялась: цитадель ставилась в городских стенах (Самарканд, Мерв) или вне стены (Пенджикент). Контуры городского плана, подчинённые топографии местности, редко были правильными. Особенности хозяйства различных районов Средней Азии наложили отпечаток на структуру города. Социальное расслоение внесло дифференциальную в городскую застройку — жилища знати, купцов, ремесленников выделяются в особые кварталы. Большинство городов VII—VIII веков не превышало по площади 15 гектаров. Государственная раздроблённость и соседство кочевых племён заставляли прибегать к укреплению городов и целых районов. Городские стены дополнялись полукруглыми башнями. По гребню под защитой бруствера тянулся открытый ход для стрелков. Вдоль стен, защищавших земледельческие районы, ставились сторожевые посты — «рабаты». В мирное время гарнизон этих пограничных крепостей занимался ремеслом, и некоторые из них стали ядром будущих городов.
Облик различного типа зданий определялся как социальными условиями, так и характером строительной техники. Все типы зданий — укрепления, жилища, храмы — возводились из уложенной слоями битой глины — пахсы и сырца. Широко применялись сводчатые покрытия, тоже сырцовые, тяжесть и распор которых требовали стен более метра толщиной. Отсюда массивность строек. Строительная техника, хорошо приспособленная к местным условиям, делала в этот период значительные успехи. Совершенствуются методы кладки арок и сводов, появляются купола, а вместе с тем и переходная угловая конструкция — тромп. Широко применялись и деревянные покрытия.
Своды выполнялись обычным для Среднего Востока методом «поперечных отрезок» — кладка выводилась в виде веера отдельными дугами, причём первый ряд опирался на торцовую стену, а каждый последующий ряд на предыдущий. Подкупольная конструкция была ещё несовершенной — тромпы срезали только самые углы четверика, поэтому поперечник купола превышал ширину помещения, образуя на осях стен западающие полки. Тромпы в форме перспективных арочек обогащали внутреннее пространство игрой линии. Арки имели овальный профиль.
Обугленное пожарами дерево позволяет установить характер деревянных конструкций. Покрытия состояли из прогонов, балок и дощатой обрешётки. В парадных залах четыре колонны держали уложенный на прогонах деревянный брусчатый купол, известный и теперь в народной архитектуре под названием «чор-хона» и особенно распространённый в жилищах Западного Памира. Через купольные отверстие поступали свет и воздух. Стены завершались деревянным фризом. Колонна, как и позднее, состояла из базы, или постамента, круглого, уширенного к низу ствола с шаровидным или кувшинообразным основанием и капителью в форме усечённого конуса. Последняя дополнялась восьмиугольной абакой.
Дворцы отличались от жилищ знати образом размерами и богатством убранства. Залы с плоским планом расширялись, получая не только квадратную, но и прямоугольную конфигурацию, умножалось их число. Дворец Афрасиаба (Самарканда) стоял в шахристане. Пенджикентский и варахшинский дворцы помещались рядом с цитаделью, под защитой её стен. Дворец столицы Уструшаны Бунджиката (близ современного Шахристана), более мощный, чем цитадель, занимал восточный конец города, господствуя над застройкой. Наиболее монументально был построенный дворец на Варахше. Двор и зал были вымощены обожжённым кирпичом. Зал был несомненно частично или полностью покрыт балочным потолком на деревянных колоннах, которые не сохранились. К этой официальной части примыкал комплекс зальных помещений более интимного характера. В руинах дворцовых сооружений найдены памятники изобразительного искусства.
Вокруг города группировались феодальные замки (кёшки) на пахсовом соколе до 10 и более метров высоты. План и меньшие размеры отличают их от жилищ рубежа VI века; помещения группируются вдоль коридора, но иногда старая традиция напоминает о себе кольцевым коридором. Фасады замков и цитадели нередко организованы системой мощных полуколонн-гофр, соединявшихся вверху нишками с перспективными арочками. Стены замков завершал фриз из фигурных кирпичей или ступенчатые зубцы. Эти детали встречаются в раскопках на территории от Бухары до Семиречье. Для областей Мерва и Хорезма особенно характерны замки-кёшки с гофрированными стенами. Квадратные или почти квадратные в плане, они ставились на высокую платформу—цоколь с покатыми гранями. Крепость Большая Нагим-кала VI—VII веков в Марыйском велаяте была построена в два или три этажа, из которых первый скрыт в толще цоколя. Хорезмийские замки-усадьбы ставились посреди прямоугольного двора, обнесённого крепостной стеной с башнями. Таким был неприступный замок Якке-парсан VI—VII веков.

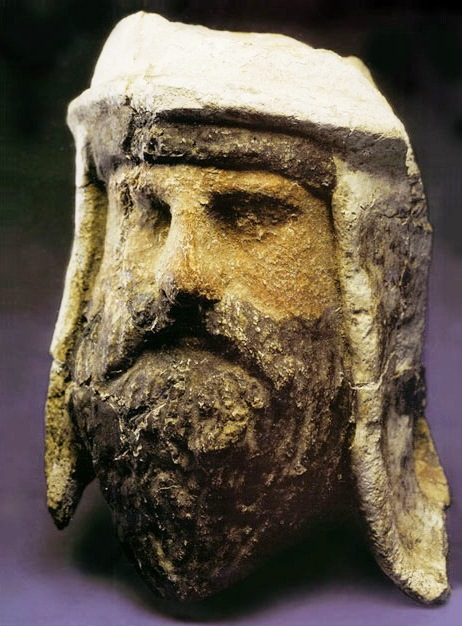
Сделанная из глины и алебастра голова зороастрийского священника, носящий отличительный головной убор бактрийского стиля, Тахти-Сангин, Таджикистан, III—II вв. до н. э.

До ислама население Средней Азии поклонялось разным божествам. Здесь столкнулись четыре мировые религии: зороастризм, буддизм, манихейство и несторианское христианство. Зороастризм к VIII веку не занимал господствующего положения, как и буддизм, вытесненный из Согда к восточным и юго-восточным границам страны. Распространявшееся вдоль караванного тракта христианское вероисповедание ещё сохраняла прочные позиции. Сильные христианские общины были в Мерве, Бухаре, Самарканде, Таразе. Преследуемые в Иране манихеи бежали за Амударью и энергично проповедовали учение Мани, находившее последователей среди широких масс населения. Было распространено дуалистическое учение зороастризма в местных его формах. Наконец, значительную роль играли божества местного пантеона — богиня плодородия Анахит, герой народного эпоса Сиявуш, олицетворявший весеннее возрождение сил природы, а также астральные культы солнца и луны. Образы, связанные этими культами, широко представлены в живописи и скульптуре. Веротерпимость создавала почву для религиозного синкретизма.
Каждому культу отвечал свой тип храма. В письменных источниках встречаются указания на храмы огня (Бухара, Самарканд), христианские храмы и «дома идолов». По аналогии с иранскими святилищами можно ожидать, что храмы огня представляли квадратную купольную целлу — святилище с кольцевым коридором, лишённую каких-либо изображений и декора. Подобное здание открыто в Нау близ Ходженда. Остаётся неясным, какому культу принадлежали «дома идолов», особенно часто упоминаемые средневековыми авторами. Учёные считают, что возможно, это были святилища местных культов, вроде храмов древнего Пенджикента. Строились и буддийские монастыри. Руины монастыря VII—VIII веков (юг Таджикистана), известные под названием Аджина-тепе, позволили установить, что это была постройка (около 100Х50 метров) с двумя квадратными дворами и открытыми сводчатыми лоджиями на каждой стороне здания. Композиционная схема Аджина-тепе предвосхищает пространственно-планировочный принцип средневековых медресе. В монастыре найдено много фрагментов глиняной скульптуры и гигантская статуя лежащего Будды. Близ Мерва и на Ак-Бешиме открыты остатки христианских церквей VI и VIII веков с небольшими крестообразными в плане купольными капеллами.
Несмотря на разнообразие культов, на всей территории Средней Азии преобладал обряд захоронения костей в керамических гробиках-остадонах (оссуариях) или корчагах. Этот обряд отвечает предписаниям древнего зороастрийского трактата Авесты, согласно которому труп отдавался на растерзание диким зверям и птицам, а очищенные кости собирались в упомянутых сосудах. Оссуарии и корчаги хранились в земле на участке или в самом здании усадьбы или в специальных постройках-наусах. Располагаясь цепочками и группами, наусы образовали обширный некрополь у городских стен Пенджикета. Это были сводчатые постройки, тесные и лишённые декора, с узким лазом, который закрывался деревянным щитком и заваливался камнями. Семейные усыпальницы пополнялись с течением времени новыми оссуариями. Более раннюю форму науса являет групповой многокамерный могильник в окрестностях Мерва. С утверждением ислама в качестве государственной религии основным типом культового здания становится мечеть.
Для Хорезма VII—VIII веков характерны алебастровые оссуарии, но попадают и каменные ящики на ножках с четырёхскатной крышкой. На Ток-кале близ Нукуса (Каракалпакстан) найдены алебастровые расписные оссуарии.

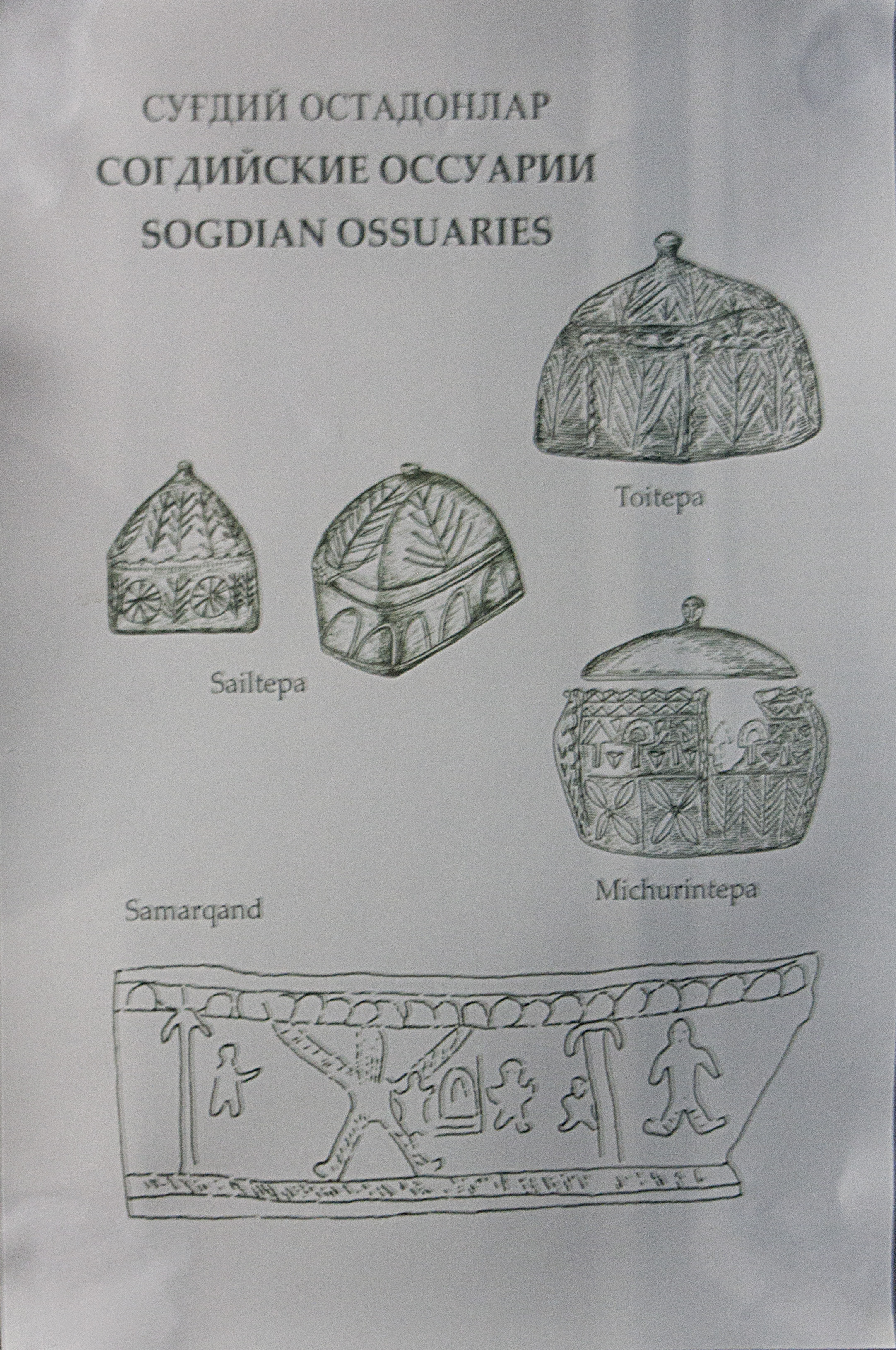
Согдийские оссуарии
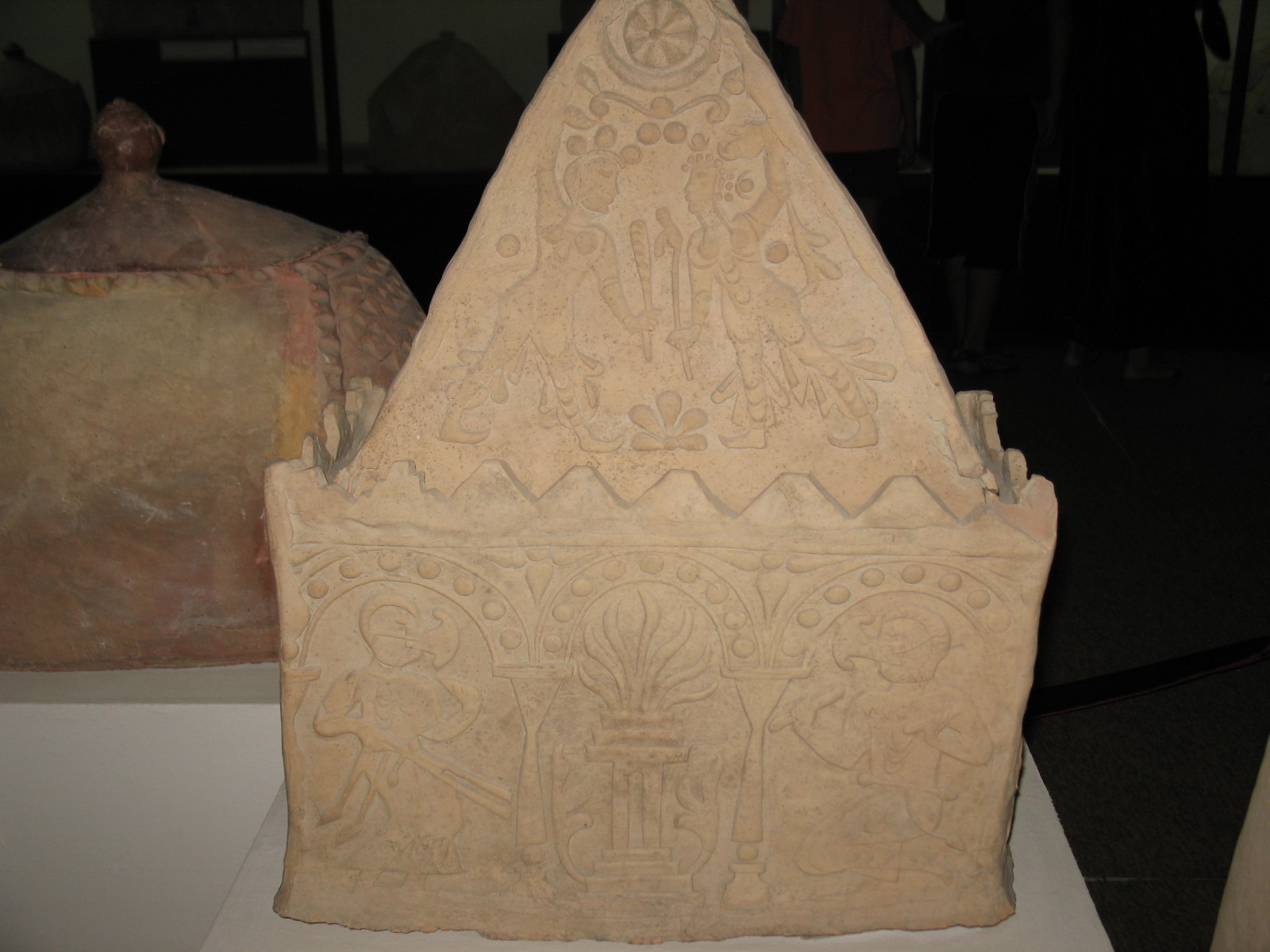
Согдийский оссуарий VI—VII вв.
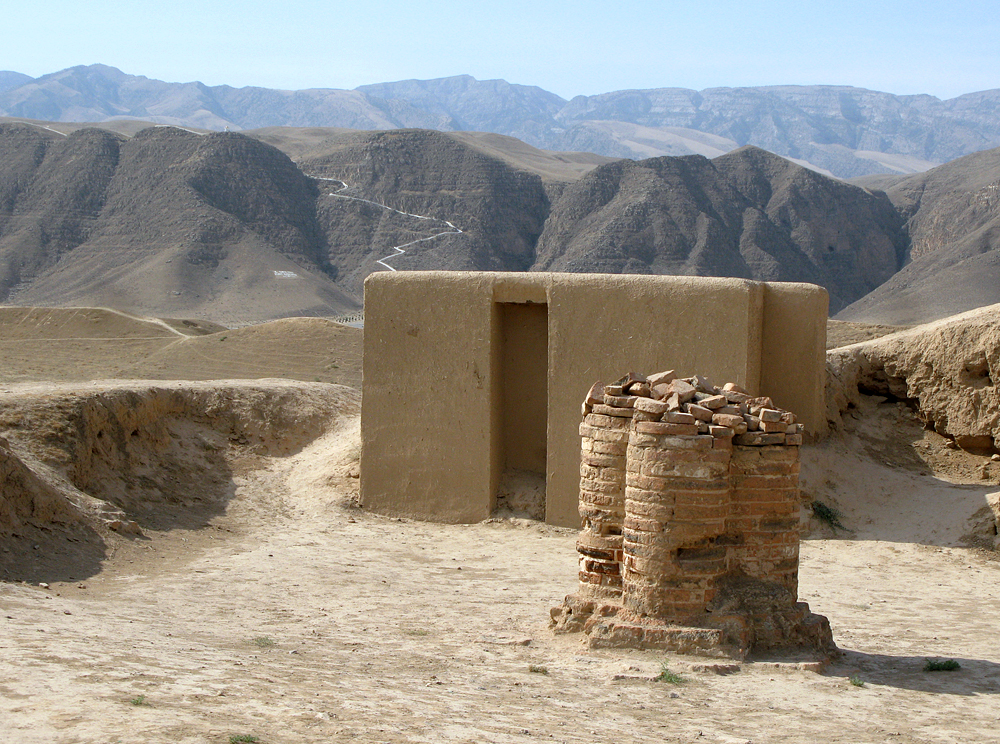
Ниса
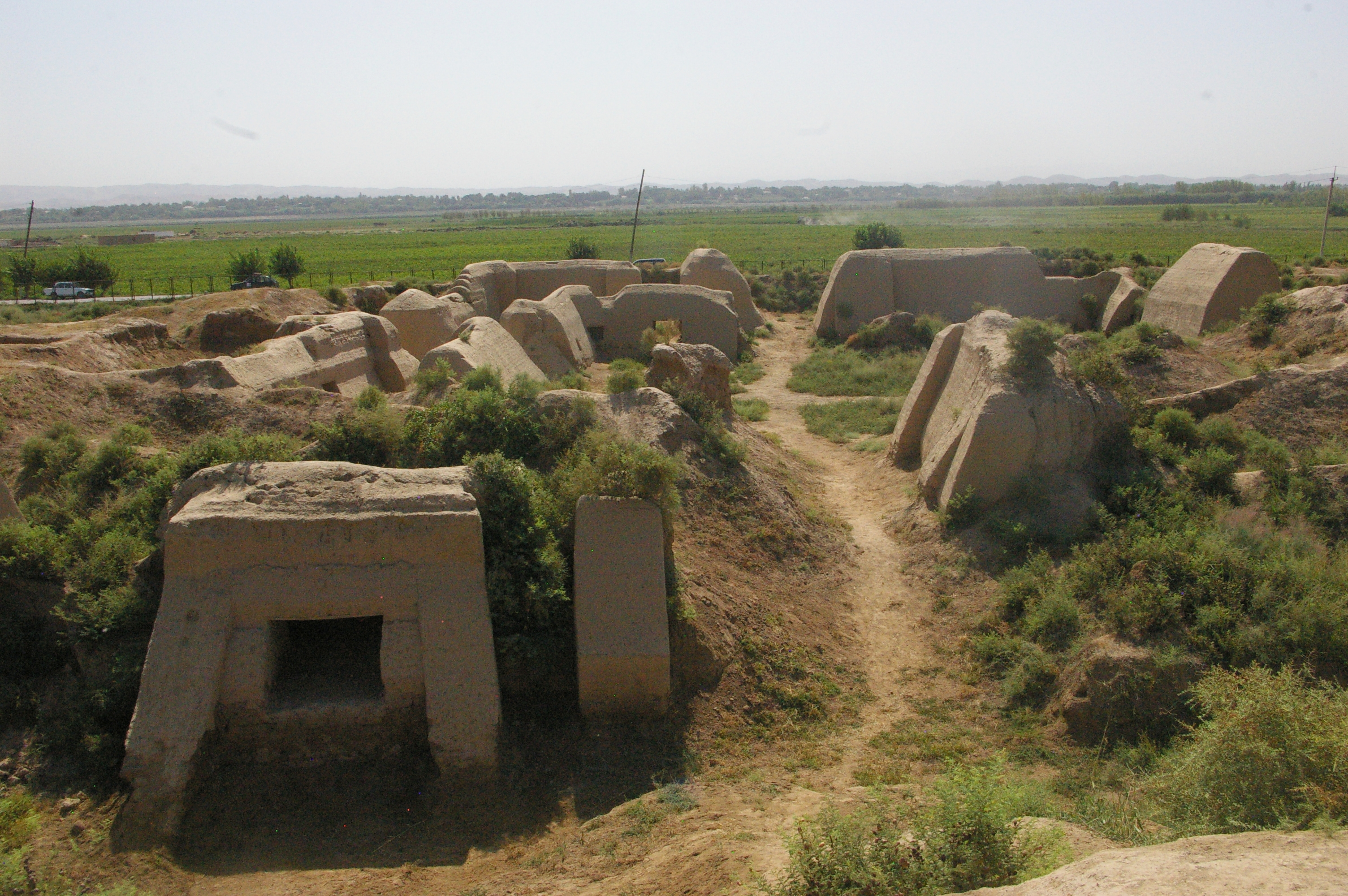
Аджина-Тепе.

Архитектура Средней Азии VI—VIII веков отличается своеобразием. Тип городского жилища и сельских замков не встречает аналогий в соседних странах. Обходная галерея вокруг святилища свойственна сооружениям многих исламских культов. Акбешимские буддийские святилища близки храмам Восточного Туркестана. Но пенджикентские храмы не находят в сопредельных странах близкого подобия. Оссуарный способ захоронение характерен только для Средней Азии, хотя сводчатые камеры известны в парфянских некрополях Нисы, Хатры и Суз, куда они иногда помещали глиняные гробы с трупом. Для обогащения архитектурной формы декором зодчие располагали ещё ограниченным кругом технических приёмов. Это в основном роспись, резьба по дереву, глине и стуку. Расписной орнамент на стенах играл подчинённую роль, сопутствуя сюжетной живописи: горизонтальные бордюры ограничивали сверху и снизу живописное поле. Полосы орнамента, кроме того, очерчивали в храмах контур и софиты ниш. Самый распространённый орнамент бордюров из витков или спиралей имитирует растительный мотив наподобие стебля, но настолько стилизован, что вскоре напоминает пенные морские волны. Крутые спирали образованы несколькими цветными полосами — белыми, жёлтыми, красными, голубыми — с круглыми наростами в отдельных местах. Иногда в таком узоре различаются листья, стебли и даже чашечки цветка, но краски всегда условны. Растительный орнамент может повторять одного и того же несложного элемента. В некоторых пенджикентских бордюрах помещены архитектурные мотивы: гофры с чередованием освещённой и теневой граней, иногда подчёркнутых цветом, ступенчатые зубцы или нечто вроде решётки. Геометрический орнамент ещё только зарождался и представлен в элементарной форме — пояс ромбов, подобие меандра. Орнамент сводов разбит сеткой с тюльпанами или иными стилизованными растительным мотивом в ячеях. Линии сетки на пересечении скреплены жёлтым кружком, как золочёной шляпкой гвоздя. Всё это написано красной, жёлтой, чёрной красками по белому грунту. Семиречье представляет другую художественную школу — фрагменты росписей Ак-Бешима по краскам и рисунку резко отличаются от образцов Пенджикента или Варахши.

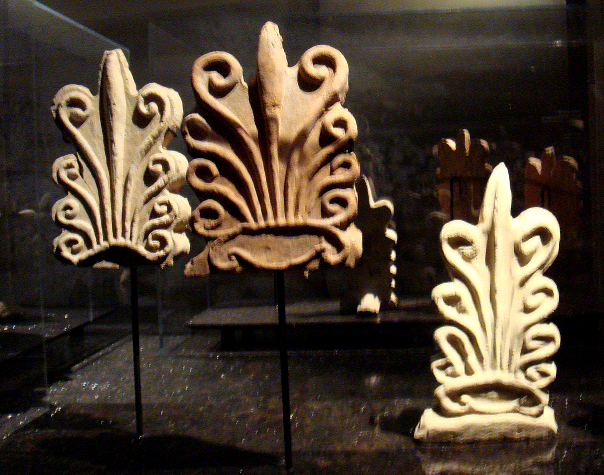
Девятилистные пальметты, II век до н. э.

Резной по дереву орнамент наиболее богато представлен в раскопках Пенджикента и Бунджиката, найден в Мадме и других пунктах Таджикистана, а также на юге Узбекистана (Джумалак-тепе). Он покрывал части потолка и колонны, венчающий стены фриз, фрамугу, наличники двери, очевидно и её створки, а также деревянный помост-сидение — тахт. В орнаменте использовались растительные мотивы с широким привлечением изобразительных сюжетов. Для оформления той или иной детали установился ряд общих приёмов. В резном орнаменте особая роль принадлежит виноградной лозе. Рисунок верно передаёт характер растения. В особенно утончённых образцах орнамента стебель завязан восьмёрками. Эти петли впоследствии прочно вошли в расписной орнамент и удержались до наших дней. В узких бордюрах и окаймлениях применялись перлы и четырёхлепестковые розетки. Наличники дверей огибал валик наподобие гирлянды, иногда в сопровождении пальметт и виноградной лозы. Изысканно оформлялись лиственным узором капитель и абака. Преобладала техника резьбы с выборкой фона на глубину 0,5—0,8 сантиметра и скульптурной моделировкой листьев, ягод, пальметт. Резной орнамент, как полагают учёные, вероятно, окрашивался; во дворце Бунджиката деревянные части сохранили следы позолоты. Резное дерево открывает семантику некоторых орнаментов росписи. С этой точки зрения непонятные «наросты» традиционного волнистого стебля представляют трансформацией виноградных усиков.
Резной стук для данного периода найден только на Варахше и составлял, видимо, привилегию дворцовой архитектуры. В стуковом орнаменте Варахши есть общие мотивы с резным декором Пенджикента, например виноградная лоза. Но в основе своей он сильно отличается от резьбы по дереву.
Стуковый орнамент заполнял большие поля стен, что вытекает из самой природы материала: резной стук — типично настенный декор. кроме растительных композиций, в нём можно отметить наличие геометрических узоров простейшего типа — сочетание квадратов и кружков. Искусству Варахши ещё чужды сложные лучевые геометрические построения, известные впоследствии под названием «гирихов». Вместе с тем здесь встречаются изобразительные мотивы — рыбки, играющие в волнах, или куропатки, идущие в ряд, и тому подобное. Стук Варахши показывает несколько более поздний сравнительно с Пенджикентом этап развития орнамента, но стилистически примыкает к той же школе.

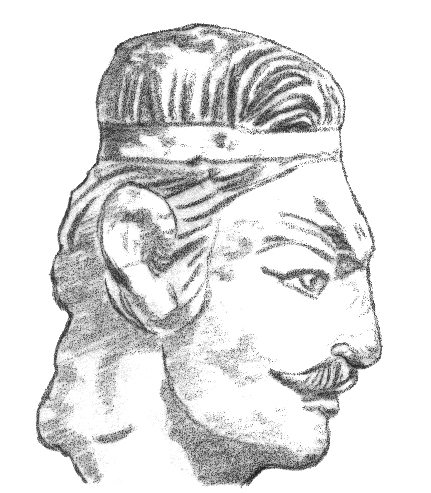
Скульптура головы кушанского принца из Халчаяна на территории современного Узбекистана.

Виртуозный декор VII—VIII веков обнаруживает большую зрелость. Его образцы, особенно резные двери, представляют непревзойдённые шедевры.
Ряд сюжетов орнамента вырастает из устоявшихся представлений эпохи. Тюльпан — символ весеннего возрождения сил природы и в XX веке у узбеков и таджиков предмет особого почитания. Гранат и виноградная лоза символизировали в эмблематике Востока плодородие. Не удивительно поэтому, что все они входят в архитектурную орнаментику. Завоевали всеобщее признание и основы композиции — сетка на плоскостях и кривых поверхностях, волнистый стебель в бордюрах, разделяющие и окаймляющие полоски перлов.
В VII—VIII веках получило высокое развитие монументальное искусство Средней Азии, тесно связанное с архитектурой. Дворцы, замки, дома богатых горожан, общественные сооружения и особенно храмы украшались сюжетной живописью и пластикой. Яркие краски настенной живописи усиливали декоративный эффект; рельефы и объёмная скульптура наполняли здание зримыми образцами, определяя его назначение, акцентируя отдельные части, подчёркивая тектонику. Монументальная живопись и пластика сливались с архитектурой, образуя синтез искусства.
Раннесредневековая живопись Средней Азии привлекала внимание современников. Китайские хроники восхваляли чудесное здание в Кушании, на стенах которого были изображены красками правители разных стран. Археологами было доказано повсеместное распространение живописи в районах оседлой культуры, от Семиречья на востоке до Хорезма на западе. Наиболее ранний из основных памятников живописи датирован VI веком — Балалык-тепе (Сурхандарьинская область Узбекистана). Живопись, обнаруженная при раскопках на городище Афрасиаб в помещении более десяти метров шириной, уцелела на высоту свыше двух метров. Живопись в залах дворца Варахши относится ко второй половине VII — началу VIII века. Среди известных памятников Средней Азии по обилию росписей первое место занимает древний Пенджикент, где расчищены, скопированы, сняты со стен десятки квадратных метров настенной живописи. Пенджикентская живопись датируется в границах от второй половины VI до 770-х годов. Эти росписи покрывали стены жилых, общественных и храмовых помещений. Также открыты дворцовые росписи Бунджиката, сильно пострадавшие от пожара.
Живопись Согда и Уструшаны составляет в стилистическом отношении единую школу, в сферу влияния которой попадали и отдалённые районы: Балалык-тепе отличаются от пенджикентских и варахшинских только этническим типом и покроем костюма. Можно отличить лишь одно отличие: лица и руки обведены контуром.
Кочевые народы обычно отстают в развитии художественной культуры от оседлых, но и они оставили оригинальные памятники изобразительного искусства. Каменные изваяния, так называемые балбалы Тянь-Шаня и Семиречья представляют собой поминальные стелы тюркских племён. Эти стелы, высотой не более полутора метров, посвящались усопшему. По характеру пластики их можно разделить на плоские, обработанные с одной стороны, и трёхмерные. Техника ваяния «точечная», фон и линии выбиты с помощью заострённого металлического орудия. Тюркам принадлежат и некоторые петроглифы Семиречья — высеченные контуром наскальные рисунки человека и животных. Наиболее яркими и ценными для истории являются рисунки в ущелье Тамгалы-Тас.

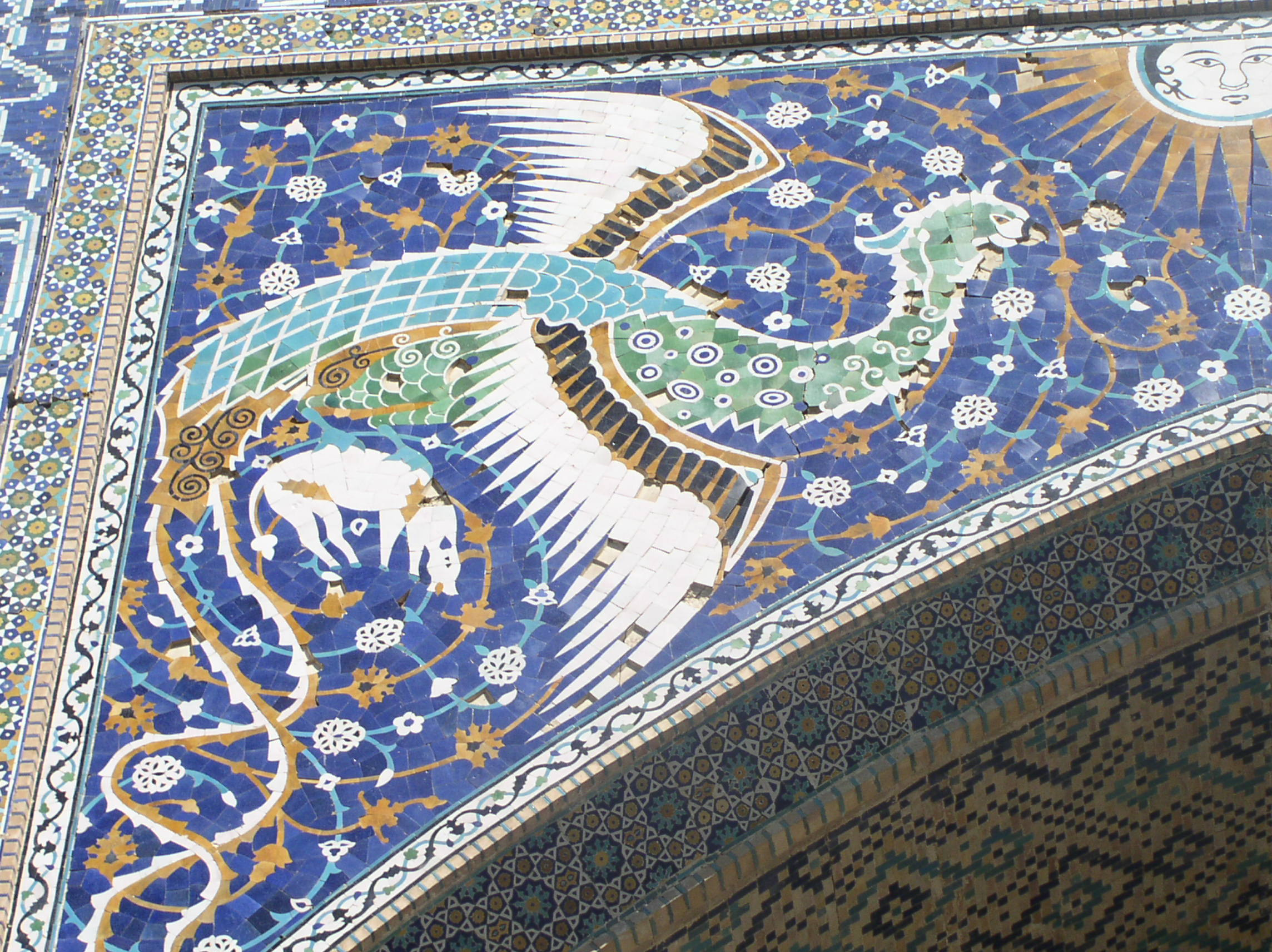
Изображение Симурга эпохи Аштарханидов. Бухара. 1622—1623 годы.

Изображение Хума на гербе Узбекистана.

Высокая художественная ценность произведений живописи и скульптуры Средней Азии VI—VII веков сама по себе убеждает в самобытности этого искусства. Но при тесной близости соседних стран оно не могло развиваться изолированно. От Сасанидского Ирана осталось мало памятников живописи. Но Афганский и Восточный Туркестаны дают обильный сравнительный материал. Многое в скульптуре, как и в живописи, определялось общностью миропонимания, канонами культовой иконографии и мифологии, общностью содержания народного эпоса, в котором всегда чётко обозначены характерные черты героя и его окружения. Отмечена условность поз, мимики, атрибутов, окраски скульптур буддийских святилищ, которая роднит их с буддийским пантеоном Южной и Юго-Восточной Азии и Восточного Туркестана. Из Индии занесены в долину Зеравшана образы якши и макара. Образ женщины-птицы («симург», «хума»), связанный древними космогоническими представлениями, долго жил в Средней Азии, Иране, Афганистане, воплощаясь не только в изобразительном, но и прикладном искусстве средних веков. Большое распространение получил и фантастический образ «сенмурва» — крылатого создания с головой и туловищем собаки и хвостом павлина. Он встречается в сасанидском искусстве (ткани, стук), фигурирует росписях Каср аль-Хейр аль-Гарби. Пожалуй, наиболее древний и распространённый, связанный с представлением о солнце образ, — это крылатый конь, известный уже в искусстве Шумера, игравший такую видную роль в искусстве и мифологии античной Греции.
Деревянная скульптура Средней Азии вместе с глиняной и стуковой пластикой VII—VIII веков по художественной ценности выдвигается в первый ряд памятников искусства Востока. Мастерство рисунка и колорита свидетельствуют, что Средняя Азия являлась одним из главных очагов развития живописи, в том числе и миниатюры, на Востоке.
К VIII веку высокого совершенства достигли все виды местного ремесла. Достоинства местных изделий отмечены в китайских и арабских хрониках. Продукция мастерских Бухары и Самарканда пользовалась с большим спросом далеко за пределы Средней Азии. Бумажные ткани бухарской выделки шли в Ирак, Фарс, Индию; шёлка из Бухары и Маймурга и самаркандская парча ценилась в Китае. Широкое распространение имели среднеазиатские золотые и серебряные изделия, из которых многие попали в страны Европы. В Самарканде, Пайкенде, Кеше арабы захватили массу золотых и серебряных сосудов, которые были частью переплавлены в слитки, частью отправлены в столицу Арабского халифата. Земельный налог — харадж нередко выплачивался жемчугом и драгоценностями.
К VII веку, в связи с развитием торгового обмена с сопредельными странами и эмиграцией из захваченного арабским войсками Ирана, усиливаются сасанидское и византийское влияния. Однако местная художественная культура уже закрепила свои самобытные черты и, находясь на подъёме, не столько впитывала, сколько сама источала влияние на искусство соседних стран.
В коропластике можно столкнуться со скульптурой, но уже в миниатюрном варианте. В значительной части она здесь связана с культом. В Бухаре был базар Мох, рассказывает бухарский летописец X века Наршахи. Два раза в год там продавались идолы, и каждый мог прийти и купить себе идола взамен испорченного. Образки и фигурки как раз и были идолами, которыми торговали на базаре Мох. Образки, оттиснутые штампом, всегда оконтурены цепочкой перлов или другим орнаментом, очерчивающим контур нищи. Обратная сторона палетки плоска. В Пенджикенте найден ряд таких палеток, преимущественно VI века, выполненных с большим изяществом. Небольшие статуэтки выполнялись лепкой или с применением штампа. Нередко оба эти приёма сочетались — туловище лепное, а лицо штампованное. В иконографии и стиле ещё ощутимы черты эллинизма, но преобладает самобытный подход к решению художественных задач. Новая общественная формация выдвигает собственные эстетические идеалы, новых героев, новые выразительные средства и стилистические направления.
По характеру изображений различаются почти портретные образы и типизирование. К первым относятся идущие от канонов античности образы «Селена», «Диониса», «Александра Македонского» и заимствованная от индийской мифологии «Киртимукха» — устрашающая маска с оскаленными клыками и спутанной шевелюрой. Вторые передают черты различных этнических типов — согдийцев, тюрков и социальных групп — воинов, знати. Они дают выразительную характеристику персонажа с нюансами настроения (усмешка, тревога, возбуждение). Налепы едва ли служили только украшениями. Во многих случаях они, вероятно, имели символический смысл. Киртимукха, например, служила оберегом.

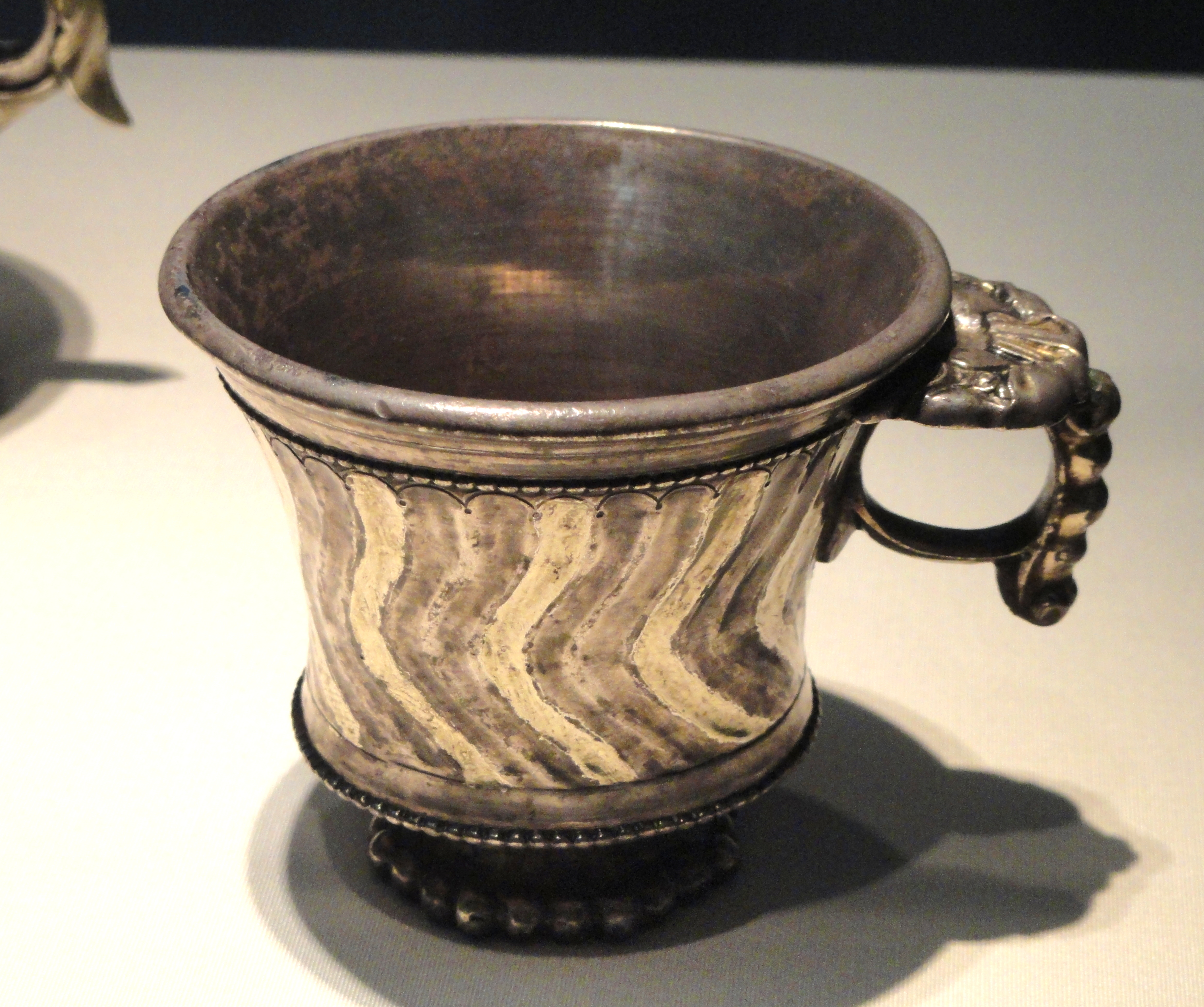
Согдийская серебряная чаша с ртутным золочением. VII век.

Бытовая керамика образовала четыре основные группы. Это столовая посуда: чаши, кубки, блюда, небольшие кувшины; сосуды для воды и пищи — кувшины, широкогорлые горшки с ручками и без ручек; сосуды для хранения запасов зерна, масла — хумы; котлы для приготовления пищи. С точки зрения техники различается керамика, изготовленная на ножном круге, и лепная.
Несложный домашний инвентарь VI века — чашевидные кубки, сферические кувшины, горшки — вполне удовлетворял потребителя. К концу VII века складывается новый стиль, ярко выраженный в столовой посуде. Старые формы вытесняются новыми — грушевидными кувшинами, пузатыми чашками с низко посаженной кольцевидной ручкой, тарелками с налепным орнаментом. Характерна имитация металлических сосудов. Для достижения сходства гончары повторяли шов на спайке плетей и тулова, поверхность изделия покрывалась блёстками слюды. На стенках кружек и кувшинов оттискивались штампом веточка и плод граната. Значительным центром гончарного производства была в это время Кафыр-кала под Самаркандом, в районе которой главным образом практиковалась слюдяная обсыпка. «Металлический стиль» продержался примерно до середины VIII века.
Для Пенджикента конца VII — начала VIII века типичны кружки с волнистым бортом и выпуклым туловом. Мерв и Хорезм дают иные формы керамики. Для Мерва характерны полуовальные в профиле чаши и грушевидные узкогорлые кувшины. Формы и орнамент раннесредневековой керамики Хорезма несложны, корчаги и кувшины снабжены процарапанным волнистым рисунком, поясками глиняных валиков на горле и тулове, оттиснутыми пальцами вмятинами.
С середины VIII века уже делались опыты применения глазурей. Непрозрачная поташная полива зелёного цвета наносилась иногда на посуду с обычным для безглазурной керамики резным и штампованным орнаментом. Появляются росписи зелёно-голубого узора геометрического или растительного характера по серо-белому фону.
Стеклоделы выдували флаконы и бутылочки круглого и квадратного сечения. Изящный узкогорлый сферический флакон из Пенджикента украшают круглые налепы-лепёшки.

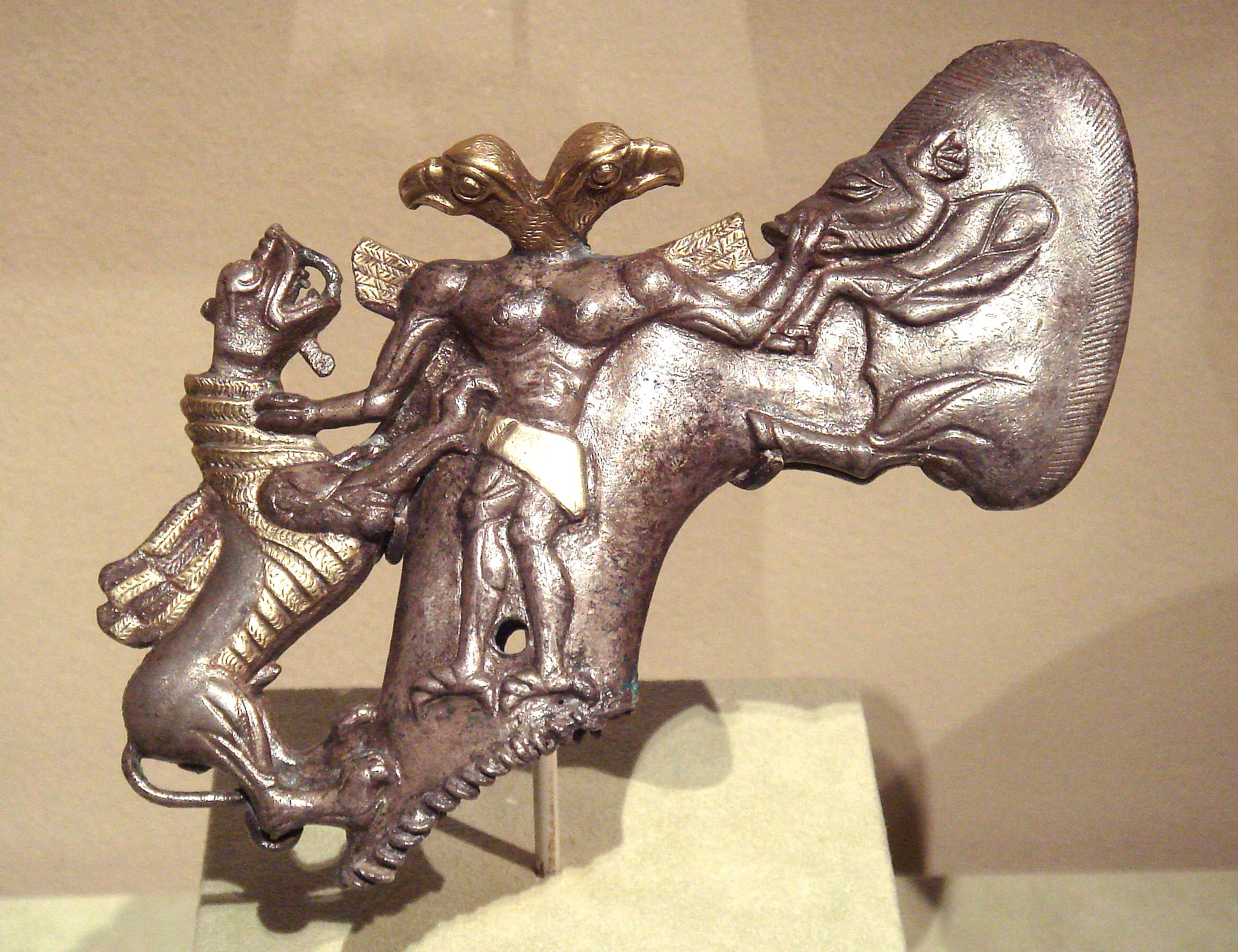
Церемониальный топор из Бактрийско-Маргианского археологического комплекса.

Арабов поразили в Средней Азии обилие, ценность и великолепие сосудов из драгоценных металлов. Искусные мастера выделывали из золота и серебра также фигурки зверей и птиц. Но до последнего времени сами предметы не встречались на среднеазиатской почве. Ещё недавно они вообще были неизвестны, но в последней четверти XX века было доказано среднеазиатское происхождение ряда серебряных блюд и кувшинов из коллекции Эрмитажа, найденных в Западной Европе, в прорисовке фигур и кольчуги которой много общего с живописью Пенджикента. В составе чилекского клада под Самаркандом найдены две ложчатые согдийские чаши.
Живопись пополняет скудные данные о торевтике VII—VIII веков. Как атрибут персонажей, в росписях встречаются бокалы, кувшины и иные сосуды. Золото показано жёлтой краской, серебро — белой.
Живопись свидетельствует и о том, как широка была сфера деятельности ювелиров. Не только знатные женщины, но и мужчины носили кольца, серьги, ожерелья, браслеты. Жемчуг и ценные камни нашивались на одежду, украшали головные уборы. На пенджикентских росписях владетельные особы изображены в золотых коронах с крылышками и зубчатых наголовьях, в венцах с жемчугом.
Обширное поле применения творческих сил давало текстильное ремесло. По словам Наршахи, селение Зандана близ Бухары прославилось добротными бумажными и шёлковыми тканями, получившими по имени селения название «занданачи». Производство их освоили и другие селения Бухары. В самом городе была мастерская, в которой изготовлялись особо ценные ткани. О богатстве тканей позволяет судить настенная живопись, где знатные персонажи облачены в узорные платья. Редкой удачей является находка фрагментов тканей — вещественных памятников ткацкого искусства столь отдалённого времени. Одиннадцать кусков ткани «занданачи» хранятся в музеях Европы, из них одна датируется VI, остальные VII—VIII веками. Они орнаментированы тканным красочным узором с геральдическими мотивами (животные, распространённый на Среднем Востоке символ «древа жизни»), внутри обрамлённых перлами кругов. На горе Муг собраны сотни обрывков ткани, среди них 47 шёлковых и один шерстяной. Самый интересный образец узора — круги с перлами и розеткой, промежутки между которыми заполнены четырёхконечными виньетками: шерстяной кусок красный в синюю и жёлтую полоску. На Балалык-тепе обнаружены образец одноцветной шёлковой ткани с вытканными шевронами, на Якке-Парсане — фрагмент жёлтой шёлковой ткани с набивным растительным узором.
Орнамент составленный из кругов, вводит среднеазиатские ткани в область традиций ткачества Ближнего Востока и Византии. Из Средней Азии мотив этот проник в Восточный Туркестан, где получил отражение в росписях Кизыла. Орнамент легко транспортировался через ткани, попадавшие караванными путями за многие тысячи километров от места производства. Не удивительно поэтому, что узоры кругами занесены в Древнюю Русь, о чём свидетельствуют фрески киевской Софии и Новгорода. В Средней Азии мотив круга удержался до наших дней в народных вышивках «сюзане».
Культура и искусство Средней Азии к моменту арабского завоевания накопило большие ценности. Их отдельные ветви развивались в гармонии, взаимно дополняя друг друга. Зодчие, умело используя возможности материала — необожжённой глиной, пластичности, монументальности архитектурных форм. Большой зрелостью отличаются скульптура и живопись в союзе с архитектурой, коропластика, торевтика, ремёсла.

### Эпоха возрождения и мусульманского ренессанса для Средней Азии
Арабы опирались в управлении страной на местную знать, и вошедшие в состав Арабского халифата среднеазиатские земли получили автономию. Стремились к самостоятельности выходцы из Гератской области Тахириды, правившие с 821 года Северным Хорасаном и Мавераннахром (так называли арабы среднеазиатское Двуречье). Особенно выделился род Саманидов, члены которого состояли наместниками Самарканда, Шаша, Ферганы и Уструшаны. Со временем в руках этого рода оказалась и Бухара, где в 888 году Исмаил Самани основал самостоятельную династию, объединив в своём государстве не только Мавераннахр, но также Хорезм, Хорасан и Восточный Иран. На севере саманидские владения граничили с тюркской кочевой степью, где большую роль играли огузы, а на северо-востоке, в Семиречье ещё с 766 года утвердились тюрки-карлуки. Исмаил Самани создал хорошо слаженный аппарат и многочисленное постоянное войско.
После полуторавекового правления Арабского халифата, подавления местной культуры, начинают восстанавливаться и строиться заново города, распахиваются поля, расцветают горное дело и ремёсла. Преодолев вызванный арабским завоеванием кризис, Средняя Азия заняла в экономике одно из первых мест на Востоке. Со времён Омейядского халифата возникли её теснейшие хозяйственные и культурные связи с Ближним Востоком. Владения Саманидов пересекались караванными путями во всех направлениях — из Багдада в Китай, из Ирана в Булгары.
Время правления Саманидов вошло в историю страны как эпоха культурного подъёма, концентрации духовных и творческих сил, когда складывались основы средневековых наук и искусства. Основоположник алгебры, математик и астроном IX века аль-Хорезми был выходцем из Хорезма. Столица государства Бухара стала в X веке средоточием учёности, дворцовая библиотека по количеству книг не имела равных, кроме ширазской. В Бухаре сформировался как учёный Ибн Сина (известный в Европе под именем Авиценна), там протекала его молодые годы. В Бухаре жили и творили крупнейшие поэты своего времени Рудаки и Дакики. Исключительное значение имели IX—X столетия для истории зодчества. Именно тогда формировались отвечающие новым социально-политическим условиям новые творческие идеи, новые типы зданий.
Развитие феодальных отношений меняло облик и типографию городов. Пульс городской жизни перемещается в рабады, где раскинулись обширные шумные базары. Различные виды ремёсел группируются в отдельных торговых рядах и кварталах. Шахристан при этом оказывается в стороне (Мерв) или в центре города (Бухара), что определяет его дальнейшие судьбы. Цитадель заключает в своих стенах административный аппарат, дворец правителя и мечеть, которая скоро выделяется по соседству с цитаделью, потом закрепляется рядом с базаром. Но цитадель теряет свою оборонное значение и у многих городов отмирает, как было с Мервом, где её территория возделывается под бахчи. Общая стена неправильной конфигурации охватывает растущую площадь города. Особенно ширятся в это время границы Бухары, новую стену которой прорезают одиннадцать ворот.
В городе и за его стенами строятся в большом числе жилые и общественные здания. Все многообразие храмовых построек сменяется единым видом здания государственного культа — мечетью. По формам и размерам мечети распадаются на несколько типов. Соборные мечети для отправления пятничной молитвы заняли место рядом с базаром; вне городской черты отводилась обширная площадь — намазга для годовых праздников Курбан-байрам и Ураза-байрам; в каждом квартале ставились малые приходские мечети. В стене мечети молитвенная ниша — михраб определяла направление на Мекку, рядом помещалась кафедра — минбар. Призыв на молитву возглашался с минарета. Появляются новые здания, известные в настоящее время лишь по письменным источникам. Таковы были в первой половине X века училища богословия — медресе. Наршахи называет бухарское медресе Фарджек. В X веке дают ростки мистические учения суфизма. Аскеты суфии собираются и проповедуют своё учение в специальных учреждениях — ханака. Из письменных источников известно, что ханака были в саманидской Бухаре, а также в Самарканде и Фергане. Локализуется и получает вид постоянного сооружения, или скорее квартала, базар, а на перекрёстке торговых улиц уже ставятся рыночные купола — чорсу. По крайней мере, таким был Рас ат-так, по Истахри — самое оживлённое место Самарканда. Караван-сараи, в VIII веке сгруппированные у городских ворот, ныне попадают в городскую черту и примыкают к базарам. Кроме того, они ставятся на караванных трассах, оборудованных колодцами, цистернами и мостами. Необходимой принадлежностью городского комфорта становятся бани, всегда отмечаемые в сочинениях средневековых авторов. Наконец, оформляется архитектурный тип мавзолея. Общий строй форм был подсказан квадратными в плане купольными постройками VII—VIII веков, где уже использовались несущие угловые тромпы (древний Пенджикент, Ак-тепе близ Ташкента, хорезмийские усадьбы). Усыпальницы становятся одним из главных объектов зодчества, формы которого отражают лучшие достижения эпохи в области конструкций и декора.
Хотя основным строительным материалом остаются сырец и битая глина (пахса), зодчие в совершенстве овладевают мастерством кладки из обожжённого кирпича, выполняя из него отдельные здания. Это кирпич-плитняк квадратной формы на алебастровом растворе. Важные достижения была разработка подкупольного пояса, который получает в плане контуры правильного восьмиугольника. Тромпы перемежаются арочными нишами или окнами. Арки и своды получают стрельчатый контур. Как пишет Наршахи, пожар Бухары погубил множество зданий; отсюда заключалось, что большое распространение имели каркасные конструкции стен и балочные кровли.
О типе городского жилища можно по какой-то мере судить по раскопкам Варахши, которые свидетельствуют о появлении к этому времени планировки дома с помещениями, окружающими небольшой дворик. Загородные усадьбы по-прежнему носят крепостной характер и сохранили в Мерве черты прошлого — высокий покатый цоколь и гофрированные фасады стены. Квадратные и прямоугольные в плане сырцовые здания делятся на сводчатые и купольные помещения. Примером может служить двухэтажный Харам-кёшк в семи километрах от Гяур-калы, то есть мервского шахристана.
Саманидские дворцы украшались живописью и резным стуком, витражами из мелких стёкол в оправе из алебастра. Загородные дворцы и усадьбы тонули в кущах садов. Разбитые искусными мастерами сады Джуи-Мулиан у стен Бухары с их цветниками, рощами, фруктовыми насаждениями и сетью каналов воспевает Рудаки, а Наршахи уподобляет раю.
Мечети имели в большинстве балочную кровлю на деревянных колоннах. Такова была сгоревшая при пожаре 937 года мечеть Бухары. Руины мечети в Данданакане и открытые расчисткой фрагменты первоначального здания Магоки-Аттари в Бухаре показывают борьбу местных традиций и иноземного опыта. Единственная мечеть-усыпальница Шир-Кабир представляет квадратную купольную постройку с высокими нишами по три каждой в стене, из которых средняя, южная, заключает михраб, одна из северных — дверь. Считается, что на месте ниш, за исключением михрабной, были первоначально открытые проёмы, впоследствии заложенные — в таком случае постройка повторяла схему ранних иранских мечетей-киосков. Под полом мечети XII века Магоки-Аттори в Бухаре вскрыты остатки более ранней постройки с круглыми колоннами, предположительно четырёхстолпной. В этом случае строители следовали местной традиции четырёхстолпных залов.
Важнейшая деталь мечети — михраб всегда концентрирует максимум архитектурного декора. Классической формой михраба становится ниша, увенчанная арочкой или полукуполом и фланкированная парой декоративных колон. Михрабная ниша часто представляет углубление более широкой внешней ниши, и вся композиция очерчивается рамой каллиграфического письма — обычно текста из Корана. Общая идея композиции могла быть унаследована от доисламских домашних алтарей.
Минареты ставились при мечети не всегда. От данного периода они сохранились лишь кое-где в руинах. Круглые в сечении, они, как и мечети, дополнялись деревянными частями. Так, Наршахи сообщает о минарете с деревянным верхом при соборной мечети, построенной в 918—919 годах.
Эпоха средневековья подарила истории памятник зодчества мирового значения — фамильную усыпальницу Саманидов в Бухаре. Всем строем архитектурного образа мавзолей связан с местной доисламской традицией. Особенно наглядно выражены согдийские корни архитектуры мавзолея в деталях пояса тромпов: стройные колонки повторяют формы рельефов биянайманских оссуариев и деревянных колонн древнего Пенджикента. Строитель мавзолея опирался на опыт согдийской школы, на традиции местной художественной культуры.
Немногие другие памятники того же круга могут быть отнесены к данному периоду. Мавзолей Ак-Астана (X век) по духу архитектуры довольно близок к мавзолею Саманидов. Но стены его глухие, а формы и орнамент предельно упрощены. К рубежу X—XI веков относится Мавзолей Мир-Сеид Бахрам в Кермине. Её роднит с мавзолеем Саманидов фигурная кладка трёхчетверных колонн фасада и колонок интерьера, но отличает выделение главного фасада в виде портала, эпиграфический бордюр вокруг арочного входа, решение интерьера, где четырнадцать колонн несут арки. В этой постройке наметился путь дальнейших исканий в архитектуре. Портальный мавзолей Араб-ата в Тиме, первого датированного здания исламского времени в Средней Азии, по формам далеко отошёл от бухарского, примыкая к архитектуре XI века.
Караван-сараи IX—X веков лежат в руинах. Обнесённые глухой стеной с башнями и единственным входом, они заключали помещения для людей, животных и груза, окружающие квадратный или почти квадратный двор. При общей дворовой схеме план и формы их несколько менялись в зависимости от назначения и выбора строительных материалов.
Опираясь на солидный опыт строительства во дворцах омейядских и аббасидских халифов, сооружались бани с подпольной системой обогрева помещений и воды в цистернах. Остатки бани X века открыты в раскопках Афрасиаба.
В отличие от VI—VIII столетий, начинает играть значительную роль декор фасадов. Что касается собственно орнамента, он пополняется новыми видами. Это, во-первых, геометрический узор, во-вторых, эпиграфика, возведённая в степень орнаментального искусства. Старая традиция оставила зрелую школу орнамента, который в дальнейшем становится более изысканным и сложным, но отходит от ясных форм раннего средневековья. Ислам влиял на развитие орнамента: изобразительные прежде сюжеты резьбы превращаются в зооморфные мотивы, затем постепенно растворяются всё более отвлечёнными. Великолепные образцы зеравшанского резного дерева показывают данную фазу эволюции этого искусства.
Мастерство геометрического орнамента делает первые шаги. Это в большинстве несложные комбинации прямых и кривых линий, построенные на квадратной или прямоугольной сетке. Лишь в виде исключения появляется сложный геометрический узел «гирих», построенный на лучевой сетке. Выступая в качестве своего рода канвы для растительного узора, организующей сетки или обрамления, геометрический орнамент образует с последним почти неразрывное целое. Наконец, эпиграфический орнамент являлся своеобразной формой пропаганды ислама.

## Хозяйство
Одними из главных отраслей в экономике Средней Азии являются сельское хозяйство и добыча полезных ископаемых. На реках Нарын и Вахш развита гидроэнергетика.
Благодаря долгому жаркому лету распространены бахчеводство, садоводство, хлопководство, шелководство. На пастбищах разводят овец, коров, лошадей и верблюдов. В горах разводят яков. На севере Казахстана развито выращивание зерновых культур.
Из полезных ископаемых наиболее важны нефть и природный газ. Имеются также запасы руд чёрных, цветных, благородных металлов, урана, ртути, сурьмы.

## Транспорт
Железнодорожные линии соединяют страны Средней Азии друг с другом, с Россией, Ираном и Китаем. Определённое значение имеет судоходство на Каспийском море, а также по рекам Амударье и Сырдарье.
С юга и востока Средняя Азия ограничена горами, поэтому сообщение с Афганистаном затруднено. Отсутствуют удобные связи с Пакистаном и Индией, нет прямого выхода к Индийскому океану (возможно через Иран к Аравийскому морю).
В 1991 было осуществлено железнодорожное соединение Афганистана с Узбекистаном (Термез — Хайратон — Мазари-Шариф). В будущем предполагается также создать соединение Китая с Кыргызстаном (через Кашгар) и Узбекистаном, в рамках совместного проекта Китая, стран Средней Азии и Российской Федерации под названием «Новый Шёлковый Путь». В 1996 было создано железнодорожное соединение Туркменистана с Ираном (линия Теджен — Серахс — Мешхед). Серьёзную проблему для прямого железнодорожного сообщения представляет различие колеи (1520 мм на территории бывшего СССР(«Русская колея». В 1970-годах 20 века была перешита с 1524 мм на 1520 мм в рамках провалившегося эксперимента по оптимизации обслуживания пути, при этом колея 1524 мм осталась в Финляндии в виде наследия от времён Российской Империи), 1435 мм в Китае и Иране (стандартная Европейская колея), 1676 мм в Индии и Пакистане, см. Ширина колеи).
Лучше всего железнодорожное наследие СССР было сохранено и приумножено в Казахстане и Узбекистане, в частности были запущены высокоскоростные поезда испанского и испанско-казахсткого производства Talgo 250, в Узбекистане известные под коммерческим брендом «Афросиаб».
Существуют также обширные планы строительства автомобильных дорог для улучшения связей с сопредельными государствами. В частности, в 90-х годах XX века построена связка Памирского тракта и Каракорумского шоссе, открывшая Таджикистану выход к Индийскому океану.